# Île de Ré
Pour les articles homonymes, voir Île de Ré (câblier) et Ré.
L’île de Ré (en poitevin Île de Rét) est une île française située dans le golfe de Gascogne, au large des côtes aunisiennes.
Faisant partie de l'archipel charentais, elle est la quatrième plus grande île de France métropolitaine, derrière la Corse, l'île d'Oléron et Belle-Île. Autrefois partie intégrante de la province d'Aunis, elle est maintenant rattachée au département de la Charente-Maritime et à la région Nouvelle-Aquitaine. Depuis le mois de mars 2015, elle forme un unique canton : le canton de l'Île de Ré.
Le centre historique de l'île est Saint-Martin-de-Ré, qui forme avec la commune voisine de La Flotte l'unité urbaine de La Flotte d'une population de 5 302 habitants en 2013. La commune la plus peuplée est cependant Sainte-Marie-de-Ré (3 363 habitants).
L'île de Ré est séparée du continent par le pertuis Breton et se situe au nord des îles d'Aix, d'Oléron, de Madame et de Nôle, et des forts Boyard, d'Énet et de Louvois situé dans le pertuis d'Antioche au sud. Depuis le 19 mai 1988, elle est reliée au continent par le pont de l'île de Ré. Touristique, l'île est surnommée « Ré la blanche » en raison de la teinte caractéristique de ses maisons traditionnelles.

## Géographie

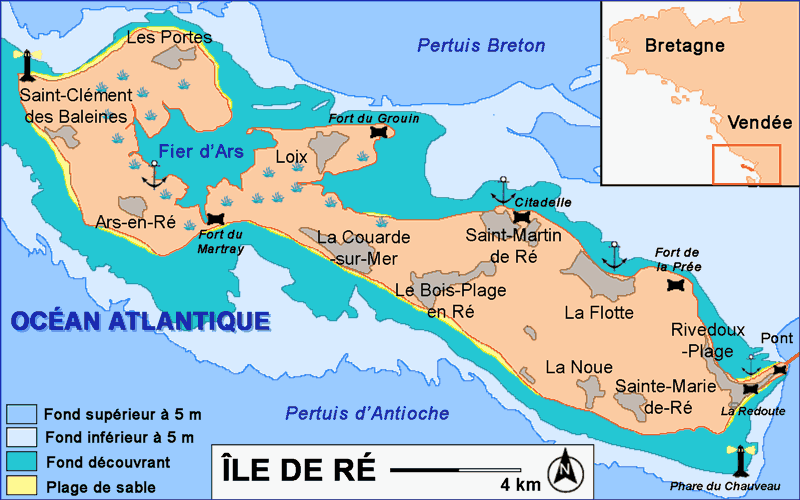
Carte de l'ile de Ré.

L’Île de Ré est située sur la façade ouest de la France, au milieu du littoral atlantique, au large des côtes de la Charente-Maritime et au sud de la Vendée, face au port de La Rochelle, et à 1,7 km au plus près du continent.

### Caractéristiques
L’île de Ré, d'orientation générale N.O.-S.E, s'étire sur une longueur de 24,6 km et sa largeur varie de 1,30 à 5,9 km. Elle présente un développement total de côtes de presque 100 km, dont la moitié est constituée de plages, surtout la côte sud-ouest.
Sa superficie est d’environ 85 km2, ce qui en fait la quatrième île de la France métropolitaine, loin derrière la Corse (8 680 km2), et proche de l'île d'Oléron (174 km2) et de Belle-Ile (85,63 km2). L'île possède un isthme : le Martray. Très étroit, il ne mesure que 0,33 km de large et sépare le Fier d'Ars, une baie située au nord, du pertuis d'Antioche, au sud. Le relief de l'île est plat dans l'ensemble et le point culminant se trouve au Peu-des-Aumonts, lieu-dit de la commune du Bois-Plage-en-Ré, à 20 mètres d'altitude.
À son extrémité orientale, sur la commune de Rivedoux-Plage, à la pointe de Sablanceaux, l’île est reliée au continent à La Repentie/La Pallice par le pont de l'île de Ré, long de trois kilomètres et inauguré le 19 mai 1988. La forme en cloche du pont dans sa partie centrale a été imposée par la Marine nationale – soit 30 m au-dessus de la mer – permettant ainsi le passage des navires de guerre. Le virage que prend le pont sur presque toute sa longueur permet de contourner une fosse particulièrement profonde présente sur le trajet axial La Pallice – Sablanceaux, selon l'ancien député de l'île, Alain de Lacoste-Lareymondie.

### Les côtes de l’île de Ré

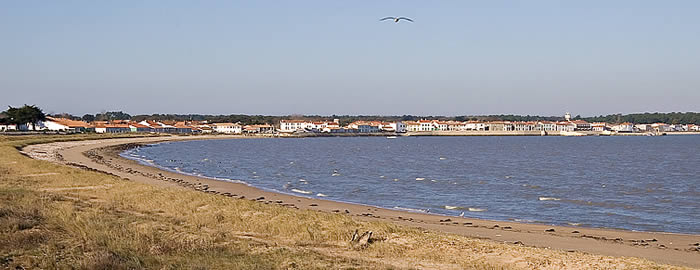
Rivedoux-Plage.

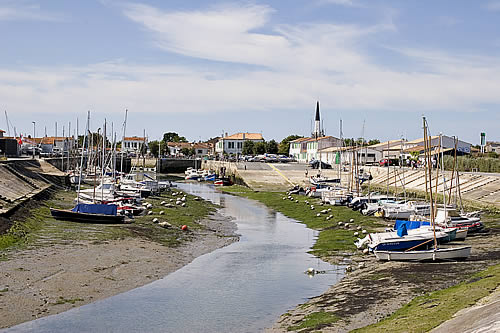
Ars-en-Ré.

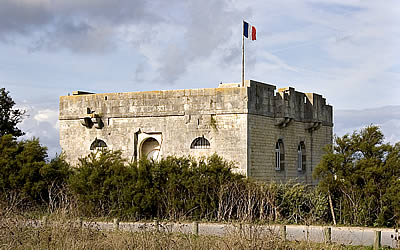
Loix. Fort du Grouin (1742).

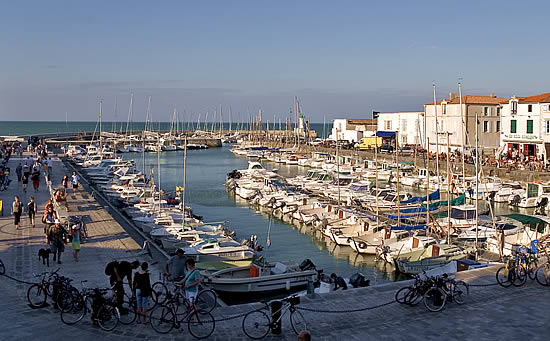
La Flotte. Le port.

#### La côte nord, d’est en ouest
- Grande baie, plage de sable, petites dunes (Rivedoux-Plage)
- Petites falaises (10 m, La Flotte, Saint-Martin-de-Ré)
- Côte basse, galets (La Couarde nord)
- Baie bordée de marais (La Fosse de Loix)
- Petite plage puis galets et banches (Loix)
- Grande baie bordée de marais (le fier d'Ars)
- Plage de sable et grandes dunes (20 m, Les Portes-en-Ré)
- Pointe rocheuse, plage de sable, grandes dunes (20 m) et pointe rocheuse (Saint-Clément-des-Baleines)

À marée basse, on découvre de nombreux parcs à huîtres. Le Fier d’Ars est une baie de 800 hectares située au nord-ouest de l’Île.

#### La côte sud, d’est en ouest
- Plage de sable, petites dunes, petites falaises (5 m, Rivedoux-Plage)
- Plage de sable, petites falaises (5 m, Sainte-Marie-de-Ré)
- Grande plage de sable, grandes dunes et banches (20 m, Le Bois-Plage, La Couarde)
- Côte basse et plage de sable. (Le Martray, endroit le plus étroit de l’île de Ré, isthme de quelques dizaines de mètres, par grande marée).
- Côte basse et plage de sable (Ars-en-Ré sud ouest).
- Plage de sable et grandes dunes (20 m, Saint-Clément-des-Baleines)

La côte sud se renforce d’une digue après La Couarde, jusqu’à Saint-Clément-des-Baleines, sauf aux endroits où de grandes dunes protègent les terres (pointe de Grignon, la Combe à l’Eau), les tempêtes d’ouest risquant d’envahir les terres et de couper l’île en deux (Le Martray).
À marée basse, il est possible de voir les vestiges d’écluses à poissons, dont certaines ont été restaurées à Sainte-Marie-de-Ré.

### Environnement maritime
Au nord, dans le pertuis Breton :
- Côtes de Vendée.

À l'est à La Rochelle :
- Port de La Pallice ;
- Port des Minimes.

Au sud-est et sud dans le pertuis d'Antioche :
- Île d'Aix ;
- Île Madame ;
- Fort Boyard ;
- Île d'Oléron.

À l'ouest :
- Golfe de Gascogne.

### Communes
L’Île de Ré est formée de dix communes, qui forment le Canton de l'Île de Ré. Ces dix communes sont, dans l'ordre alphabétique (la population en 2022 est indiquée entre parenthèses) :
- Ars-en-Ré (1 306 hab.) ;
- Le Bois-Plage-en-Ré (2 177 hab.) ;
- La Couarde-sur-Mer (1 112 hab.) ;
- La Flotte (3 131 hab.) ;
- Loix (742 hab.) ;
- Les Portes-en-Ré (582 hab.) ;
- Rivedoux-Plage (2 428 hab.) ;
- Saint-Clément-des-Baleines (712 hab.) ;
- Saint-Martin-de-Ré (2 309 hab.) ;
- Sainte-Marie-de-Ré (3 392 hab.).

La commune la plus peuplée est Sainte-Marie-de-Ré. Saint-Martin-de-Ré, capitale historique de l'île, forme cependant avec la commune voisine de La Flotte une agglomération, l'unité urbaine de La Flotte, rassemblant 5 302 habitants en 2013, ce qui en fait le principal foyer de peuplement urbain de l'île. La commune la moins peuplée est Les Portes-en-Ré.
De petits hameaux anciens, formant actuellement des villages, sont devenus des chefs-lieux de commune (Le Bois et Saint-Clément) ; tandis que d’autres hameaux, restés géographiquement isolés, sont rattachés administrativement à des communes, comme Le Martray à Ars-en-Ré, ou La Noue et Les Grenettes à Sainte-Marie-de-Ré.

### Climat

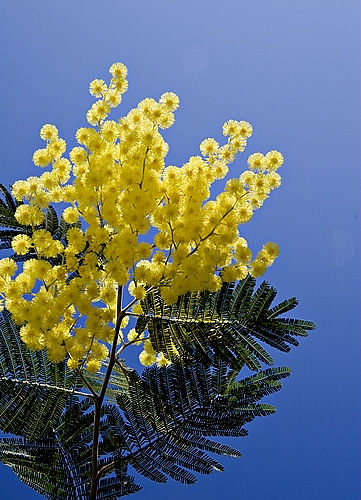
L’Île de Ré jouit d'un climat clément. Mimosas en février.

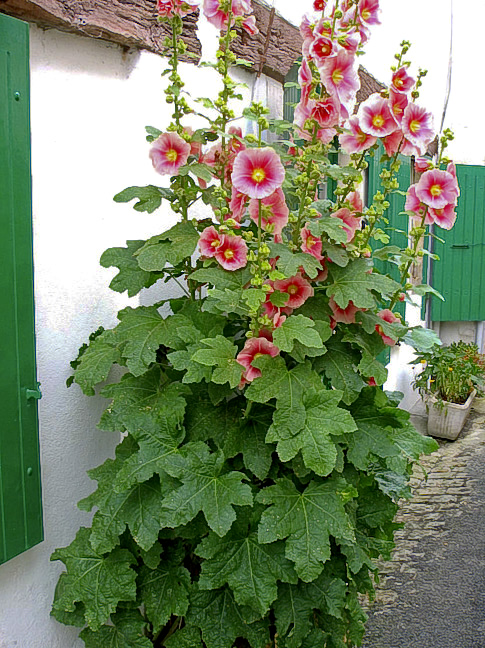
Une venelle et ses roses trémières.

Le climat de l'île de Ré est océanique. L’Île de Ré profite d’un climat assez doux grâce à sa situation géographique et au courant marin chaud du Gulf Stream. L’île est très ensoleillée, avec 2 300 heures par an, elle se place après le Sud-est de la France et la Corse. Par contre, les pluies sont plutôt fréquentes en hiver et en automne. Ces caractéristiques sont dues au fait que le relief est quasiment inexistant. En été, la chaleur est atténuée par la proximité de la mer. En hiver, la température est assez douce et les chutes de neige peu fréquentes.
Cependant, il y eut quelques importants faits météorologiques qui ont jalonné l’histoire de Ré. En 1606, l’île fut prise par un hiver terrible, des chroniqueurs parlèrent du « passage de Loix et le fier d’Ars étaient tellement gelés que l’on passe librement sur la glace ». Des évènements similaires se produisirent en 1890 et en 1891.
| Mois                                            | jan.         | fév.         | mars         | avril        | mai          | juin         | jui.         | août         | sep.         | oct.         | nov.         | déc.         | année     |
| ----------------------------------------------- | ------------ | ------------ | ------------ | ------------ | ------------ | ------------ | ------------ | ------------ | ------------ | ------------ | ------------ | ------------ | --------- |
| Température minimale moyenne (°C)               | 3,8          | 3,9          | 5,7          | 7,9          | 11,2         | 14,4         | 16           | 15,9         | 12,9         | 11,1         | 7,2          | 3,7          | 9,5       |
| Température moyenne (°C)                        | 6,6          | 7,2          | 9,5          | 12           | 15,3         | 19           | 20,1         | 20,1         | 17,8         | 14,8         | 10,1         | 6,5          | 13,3      |
| Température maximale moyenne (°C)               | 9,3          | 10,5         | 13,3         | 16,1         | 19,4         | 23,6         | 24,1         | 24,3         | 22,7         | 18,4         | 13,1         | 9,3          | 17        |
| Record de froid (°C) date du record             | −7,3 07.2009 | −8,1 12.2012 | −9,2 01.2005 | −2,2 08.2003 | 1,9 06.2019  | 4,9 01.2006  | 8,8 16.2000  | 9,4 21.2014  | 4,7 25.2002  | 0,7 25.2003  | −5,4 17.2007 | −8,4 21.2001 | −9,2 2005 |
| Record de chaleur (°C) date du record           | 15,5 31.2017 | 21,2 27.2019 | 24,8 18.2005 | 29 30.2005   | 32,5 16.2002 | 40,5 27.2019 | 36,8 18.2016 | 39,4 04.2003 | 34,2 03.2005 | 30,1 01.2011 | 22,2 01.2015 | 18,7 07.2000 | 40,5 2019 |
| Précipitations (mm)                             | 73,6         | 48,3         | 69,6         | 49,3         | 47,7         | 30,6         | 51,8         | 41,9         | 40,8         | 99,2         | 106,2        | 85,4         | 744,4     |
| dont nombre de jours avec précipitations ≥ 1 mm | 12,6         | 8,1          | 11           | 9,3          | 8,4          | 6,3          | 7,8          | 7,5          | 5,7          | 11,7         | 14,1         | 11,9         | 114,4     |
| dont nombre de jours avec précipitations ≥ 5 mm | 5,2          | 3,5          | 4,7          | 3,6          | 3,5          | 1,6          | 3,6          | 2,7          | 2            | 6,5          | 7,4          | 5,5          | 49,6      |

### Faune et flore
C'est au nord de l'île qu'on trouve la Réserve naturelle nationale de Lilleau des Niges. Des dizaines de milliers d’oiseaux migrateurs y transitent chaque année (bernaches et canards en hiver, gorgebleues et sternes pierregarins au printemps) mais aussi tadornes, aigrettes…

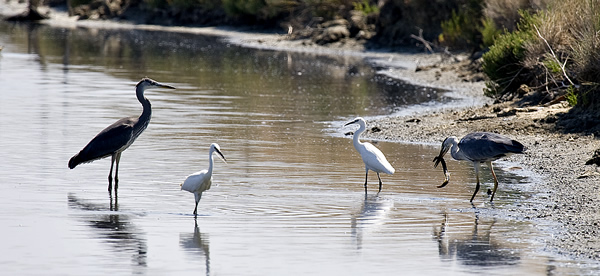
Hérons et aigrettes garzette dans les marais de Loix

À quelques kilomètres de là, les forêts domaniales de Trousse-Chemise, du Lizay, de la Combe-à-L'eau et du Bois Henri IV bordées de plages bordées de dunes révèlent une flore typique des milieux dunaires (linaires, œillets des plages). Les pins maritimes et les chênes verts y abritent, en sous-bois, des plantes caractéristiques des maquis et des garrigues du Midi méditerranéen.
Situé un peu à l'écart dans l’île, à La Couarde, Loix et Ars-en-Ré, les marais salants rétais cachent aussi une flore spécifique des marais : salicorne, statice ou lavande de mer, moutarde noire (Brassica nigra).
En 1994, a été publié un inventaire complet des plantes vasculaires présentes dans l'île de Ré (voir bibliographie). En effet, l'île de Ré héberge quelques plantes rares dont le fameux Ciste hirsute (Cistus hirsutus = C. psilosepalus) dans le bois de Trousse Chemise.

### Sismicité
L’île a connu des séismes au cours de son histoire, et des légendes attribuent la création de l’île à de terribles tremblements de terre (voir plus bas à Légendes).

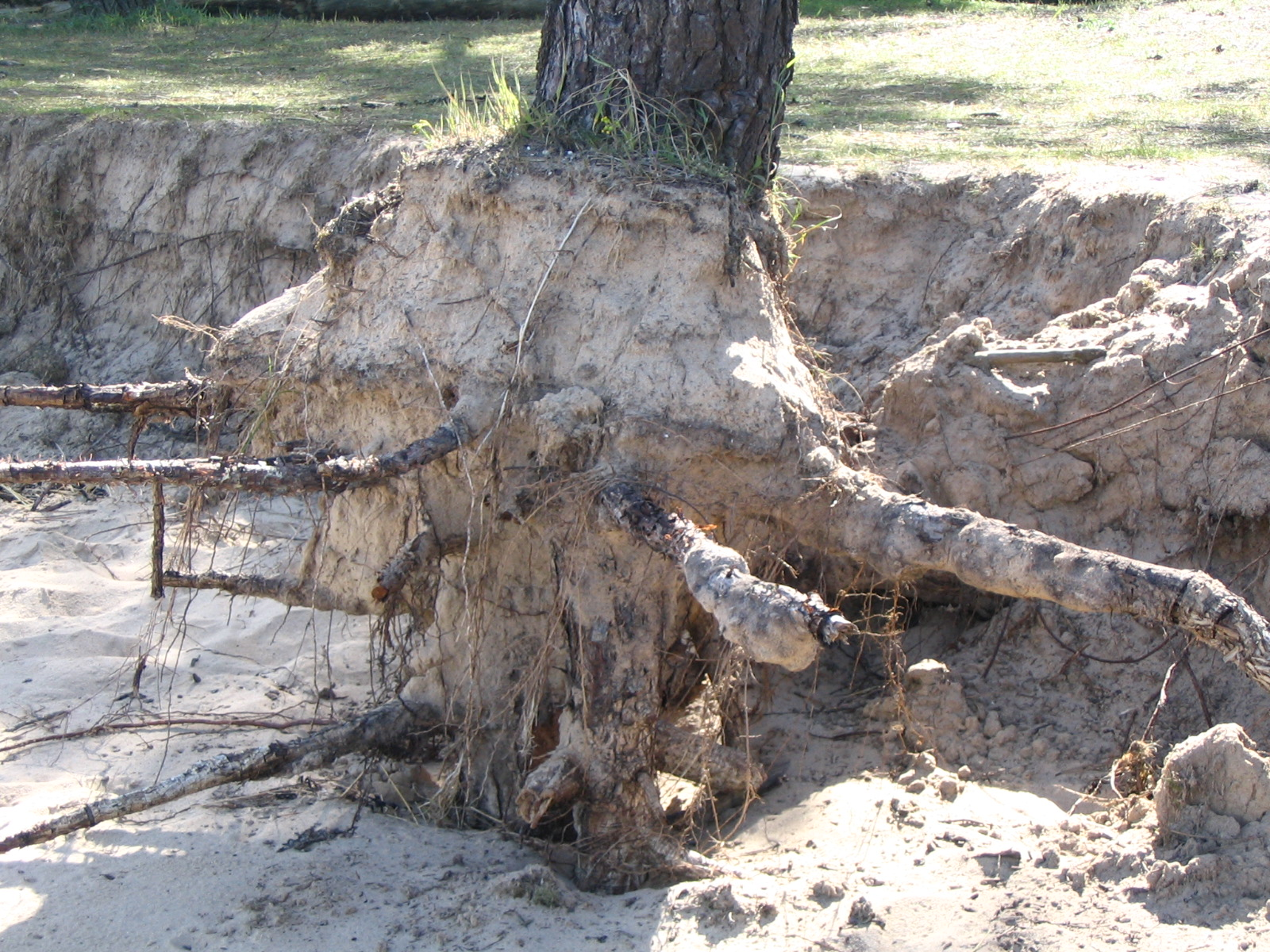
Bois de Trousse-Chemise, Les Portes-en-Ré : recul du cordon dunaire entrainant la mise à nu des racines d'un pin après de grandes marées.

### Menaces climatiques et naturelles
Du fait de sa faible altitude, l'île de Ré est située en première ligne face à l'élévation du niveau des mers consécutive au changement climatique global. Une élévation du niveau des mers de 110 à 770 mm (soit 11 à 70 centimètres), consécutive à la fonte des glaces peut faire redouter la disparition de l'île de Ré (qui est au maximum à 20 mètres au-dessus du niveau de la mer) à la fin du XXIe siècle. Le soulèvement régional étant, en 2010, supérieur à l'élévation du niveau de la mer de 2,7 mm/an (mesure du marégraphe de La Pallice), ce risque semble exclu.
Des signes de recul des côtes sont visibles en plusieurs endroits de la périphérie de l'île : 
- érosion des petites falaises littorales de la côte nord (plusieurs mètres par an au bois de Trousse-Chemise)[7] ;
- réduction de la largeur des plages de la côte sud et attaque du cordon dunaire lors des grandes marées[7].

Fin 2019, à la suite d’une consultation publique, la préfète de la région Nouvelle-Aquitaine décide d'interdire la pêche au chalut au niveau du plateau de Rochebonne, au large des côtes de l'île afin de protéger les bars et les dauphins,. La zone d'environ 100 km2 est classée Natura 2000 en raison de sa fragilité.

## Démographie
La présence humaine sur l’île remonterait à quelques milliers d’années, comme l'atteste un silex de l'époque protohistorique. Mais elle reste longtemps à l'écart de tout peuplement, même à l'époque gallo-romaine, où l'île de Ré, qui est alors un archipel composé de petites îles, est peu colonisée.
Au début du Moyen Âge, Ré demeure très peu habitée, mais la mise en valeur de ses terres et surtout l'exploitation des marais salants au cours de l'époque médiévale génèrent un peuplement de l’île qui s'effectue progressivement. Au milieu du Moyen Âge, des villages sont créés un peu partout, autour de leurs églises paroissiales, et toute une vie rurale est déjà bien organisée. L'île de Ré compte alors probablement entre 8 000 et 10 000 habitants.
Aux XVIIe et XVIIIe siècles, alors en plein « âge d'or », l'île de Ré compte près de 17 000 habitants, un peu moins qu’actuellement.
Le pic est atteint en 1831 avec 17 976 habitants. Ce chiffre baisse régulièrement de la seconde moitié du XIXe siècle (dès le Second Empire) jusqu'au lendemain de la Seconde Guerre mondiale.
Depuis 1946, la population de l'île de Ré n'a cessé de croître, s'accélérant nettement après la construction du pont en 1988.
Parmi les statistiques intéressantes, il est à noter que 20 % des Rétais ont moins de vingt-cinq ans.
La densité de population est de 206,7 habitants au km2 en 2022, et l’accroissement de la population a été important entre 1990 et 1999 (+ 18 %) et reste relativement stable depuis 2006.
Hors-saison, l’île est peuplée d’environ 18 000 habitants, ce chiffre est multiplié par dix en pleine saison estivale.
Depuis la fermeture de la maternité de Saint-Martin-de-Ré, dans les années 1970, à de rares exceptions, il n'y a plus de naissances rétaises. En effet, les femmes enceintes sont dirigées vers les maternités rochelaises.
| 1698   | 1774   | 1821   | 1851   | 1876   | 1901   | 1946  | 1968  | 1982   |
| ------ | ------ | ------ | ------ | ------ | ------ | ----- | ----- | ------ |
| 14 500 | 16 735 | 16 728 | 17 658 | 15 609 | 14 232 | 7 908 | 9 967 | 11 360 |

| 1999   | 2006   | 2007   | 2016   | 2020   | - | - | - | - |
| ------ | ------ | ------ | ------ | ------ | - | - | - | - |
| 16 499 | 17 640 | 17 824 | 17 458 | 17 503 | - | - | - | - |

### Gentilé

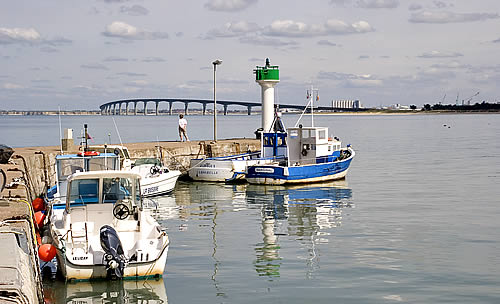
Rivedoux-Plage. Le port et le pont en arrière-plan.

- Habitants de l’île de Ré : Rétais, parfois réthais et rhétas en patois local
  - Rivedoux-Plage : Rivedousais
  - La Flotte : Flottais
  - Saint-Martin-de-Ré : Martinais
  - Sainte-Marie-de-Ré/La Noue : Maritais/Nouais
  - Le Bois-Plage : Boitais
  - La Couarde-sur-Mer : Couardais
  - Loix : Loidais
  - Ars-en-Ré : Arsais, Casserons
  - Les Portes-en-Ré : Portingalais
  - Saint-Clément-des-Baleines : Villageois

## Toponymie

### Attestations anciennes
Le nom de l'île est mentionné sous les formes Ratis au VIIe siècle (anonyme de Ravenne, cosmographie), Radis (sans date). André Cherpillod cite uniquement les deux dernières formes latines, en mentionnant curieusement que la première des deux formes, à savoir Radis a été changée en Rhea, nom de déesse, Insula Rhea en latin médiéval au XIIe siècle et XIIIe siècle.

### Étymologie
Le gaulois connaît un nom commun ratis (lire rătis avec un a bref) ayant le sens de « fougère »,. Il est cité par Marcellus de Bordeaux dans De medicamentis Liber : « Herbae pteridis, id est filiculae, quae ratis gallice dicitur.. ». Il existe également dans les autres langues celtiques : breton raden (*rati-nā), gallois rhedyn, vieil irlandais raith « fougère »,.
J.M. Cassagne et M. Korsak, s'inspirant des celtisants, considèrent que Ré signifie « l'île aux fougères ».
Cependant, si Xavier Delamarre identifie bien ce mot rătis « fougère » dans Rezé (*Ratiate > Ratiaton IIe siècle), Razac-sur-l'Isle (*Ratiacum > Razacum XIIIe siècle, avec suffixe -acum), etc., il ne mentionne pas Ré en tant que toponyme contenant cette racine. Par contre, il propose un homographe rate / ratis (lire rāte / rātis, avec a long), bien représenté dans la toponymie, et qui signifie « muraille, rempart », d'où « fort » (cf. vieil irlandais ráth, ráith « levée de terre, fort, fortification ») et qui constitue peut-être le type primitif de Ré, de *rati-, d'où le latin Radis.

## Histoire

### Antiquité
À l’origine, Ré formait peut-être un archipel composé d'au moins trois iles, deux petites :
- une au nord, l’ile de Loix constitué par le village de Loix ;
- une à l’ouest, l’ile d'Ars formée par les villages d’Ars, Saint-Clément-des-Baleines et Les Portes ;
- la plus grande et la plus proche du continent, l’ile de Ré regroupant les communes actuelles de Rivedoux-Plage, Sainte-Marie-de-Ré, La Flotte, Saint-Martin-de-Ré, Le Bois-Plage et La Couarde-sur-Mer.

Cet archipel faisait alors partie du domaine de la tribu gauloise des Lémovices, par lesquels la plus grande île, l’Isle de Ré, prit plus tard le nom latin de Arica Insula. Ce nom s'imposa par la suite à l'ensemble de l'archipel rétais.
Mais certains historiens, à la suite du docteur Kemmerer, supposent que l'île de Ré était rattachée au continent à l'époque antique. En effet, alors qu'un certain nombre de vestiges de l'occupation romaine ont pu être retrouvés, ainsi que quelques fragments épars d'origine celte, aucun document de l'époque romaine ne mentionne son insularité. Ptolémée, géographe égyptien, parle d'un promontoire, et non d'une île, à cet endroit. La séparation du continent serait alors due à un violent tremblement de terre qui aurait secoué la région à une époque tardive de l'Antiquité gallo-romaine (voir plus bas à Légendes).
Une villa gallo-romaine a été fouillée dans les années 1980-1990.

### Moyen Âge

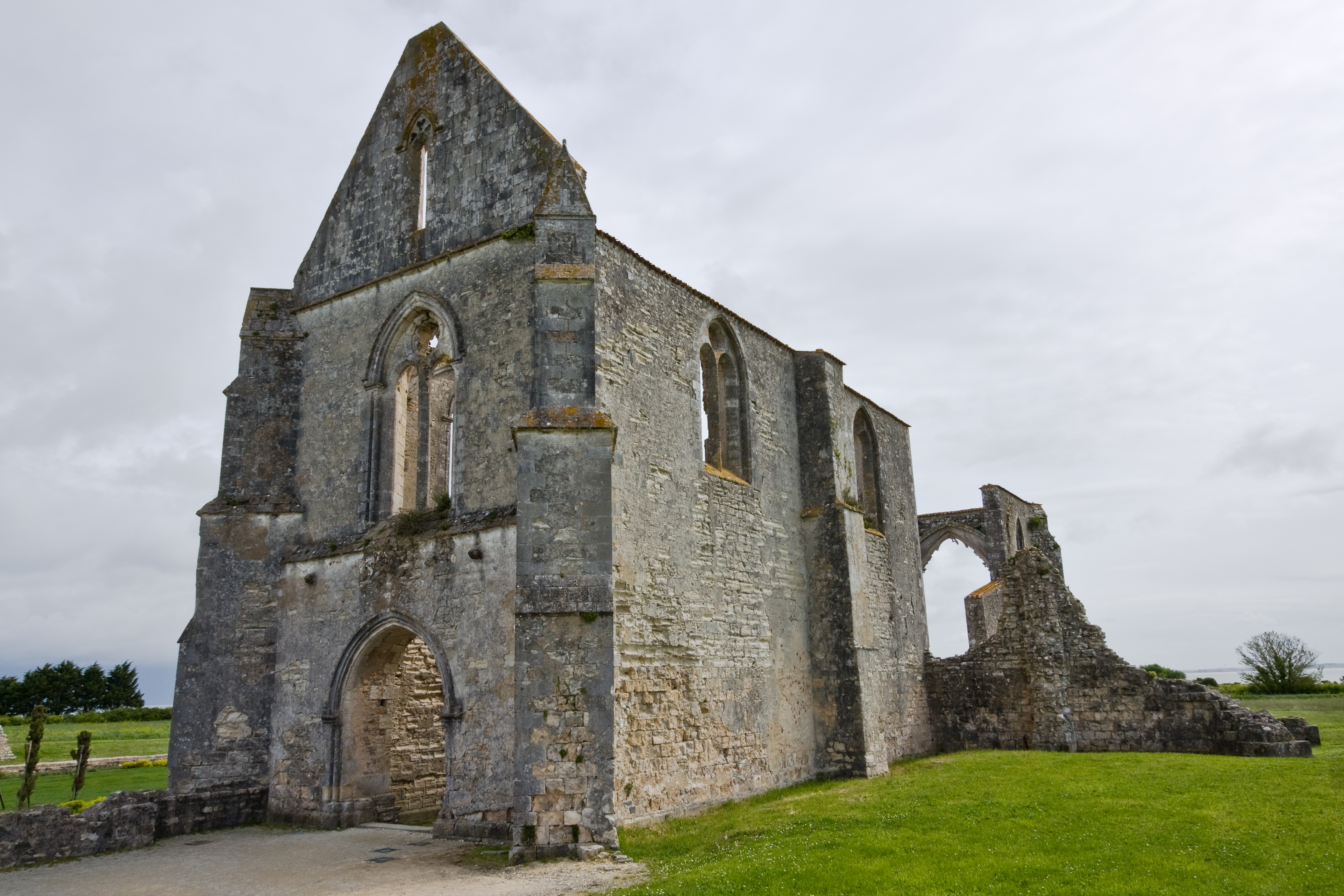
Abbaye des châteliers.

Une cosmographie grecque du VIIe siècle nomme l'île sous le nom de Ratis, elle est nommée par la suite Insula Réa, Île de Rhé.
En 848, l’île est pillée par le chef viking Hasting.
Au XIIe siècle, l'abbaye cistercienne Notre-Dame-de-Ré est fondée sous l'égide des Mauléon, seigneurs de La Flotte, et domine rapidement la majeure partie de l'île, malgré de nombreux pillages.
Lors du conflit anglo-français de 1242, Henri III d'Angleterre attire les Rétais dans son camp en leur promettant le statut de commune jurée. Il y construit une forteresse, puis rend l’île à Louis IX de France par le traité d’avril 1243. Au XVe siècle apparaissent les premières vignes.
En 1397, Pierre II d'Amboise, 31e vicomte de Thouars devint seigneur de l'île de Ré, et le 21 juillet 1404, il promet de tenir ladite Ysle de Ré a foy et hommage du Roy Charles VI a cause du chastel de la rochelle. Lui, et son successeur, Louis d'Amboise défendirent les habitants de l'île de Ré contre les invasions anglaises pendant la guerre de Cent Ans.
Le 3 juin 1472, par ses lettres patentes, Louis XI confirme les privilèges de la ville, à la suite de la mort du duc de Guyenne, son frère. En août 1479, cela est de nouveau confirmé.
En décembre 2024, des archéologues de l’INRAP fouillent dans la commune de La Flotte un espace de neuf cents mètres carrés à une cinquantaine de mètres du rivage. Ils mettent au jour une cinquantaine de sépultures datant de la période carolingienne, entre le VIIIe et le XVe siècle, autour et à l’intérieur d’une chapelle qui pourrait être celle d’un prieuré, déjà mentionné au XIIe.
Le site à proximité d'une villa galo-romaine fouillée dans les années 90, devant accueillir un chantier pour la construction d'une maison, la fouille préventive est organisée et donne lieu à cette découverte.
Cinq de ces tombes sont garnies de mobilier vestimentaire, de parure, ce qui est rarissime pour les sépultures de cette période.
Parmi ces objets sont trouvés deux peignes en bois de cervidé ou en os, certainement datant du IXe siècle, typique des peuples frisons, des perles en verre, en ambre, et en os. Celles en verre rappellent des exemplaires déjà connus aux Pays-Bas à cette époque.
Les archéologues évoquent une « énigmatique présence nordique » sur l'île, sans en préciser encore l'origine exacte.

### Temps modernes
En février 1625, le protestant Soubise s’empare de l’île. Quelques mois plus tard, le duc de Guise organise un débarquement afin de reprendre l’île, appuyé par les flottes hollandaise et anglaise. Le fort La Prée est construit en 1625 à La Flotte.
En 1627, durant le siège que firent subir Louis XIII et Richelieu aux huguenots rochelais, 5 000 soldats et 100 cavaliers anglais, menés par le duc de Buckingham, envahissent l'île et assiègent Saint-Martin pendant cinq mois (de juillet à novembre). Toiras, gouverneur de l'île, réussit à tenir jusqu‘à l’arrivée d’un corps spécial de 3 000 hommes formé par Richelieu qui débarque par surprise sur l’île. Claude de Launay-Razilly s'illustra dans le ravitaillement de l'île de Ré lors du blocus naval anglais et participa activement sous les ordres de Richelieu en tant qu'amiral.
Le siège est levé, les Anglais laissent mille morts sur le terrain et s’échappent grâce à leur flotte. Le 18 septembre 1628, Buckingham se présente à nouveau devant Saint-Martin, mais il est mitraillé et canonné et ne tente pas le débarquement. Il attaque une dernière fois le 27 octobre, mais est finalement vaincu le 8 novembre. Il s'ensuit la bataille du Pont du Feneau, dernière bataille du duc de Buckingham.
En 1661, Philippe Mancini, duc de Nevers, fut gouverneur de l'île.
En 1681, Vauban revisite les défenses des trois redoutes de l'île, Les Portes-en-Ré, Le Martray (Ars-en-Ré) et Rivedoux-Plage, puis il commence à fortifier Saint-Martin en commençant par reconstruire la citadelle qui avait été rasée en même temps que les fortifications de La Rochelle, à la suite du siège de 1573.
Les 15 et 16 juillet 1696, la flotte anglaise bombarde Saint-Martin-de-Ré.
Le 23 août 1743, Madame de Tencin reçoit la baronnie de Saint-Martin de l'Isle de Ré des dépouilles de Charles-Joseph de La Fresnay. En 1745, elle délègue ses fiefs de la Grenetière à Penaud des Marais pour 500 livres de rente annuelle.
Louis-Joseph des Escotais, comte de Chantilly, fut le dernier gouverneur militaire de l'île (1775 à 1790),. Un cours (orthographié Bailly des Écotais) porte son nom dans le village de Saint-Martin-de-Ré.

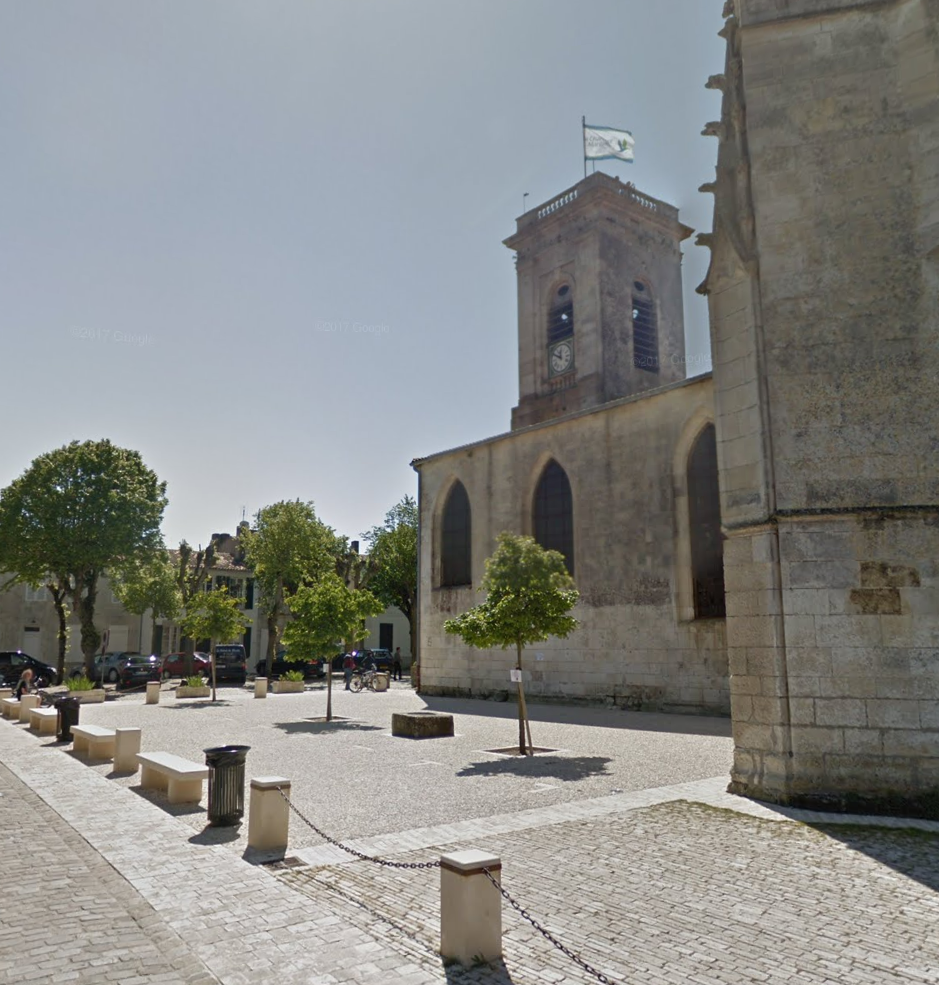
Cours du bailli des Escotais nommée en l'honneur de Louis-Joseph à Saint-Martin-de-Ré.
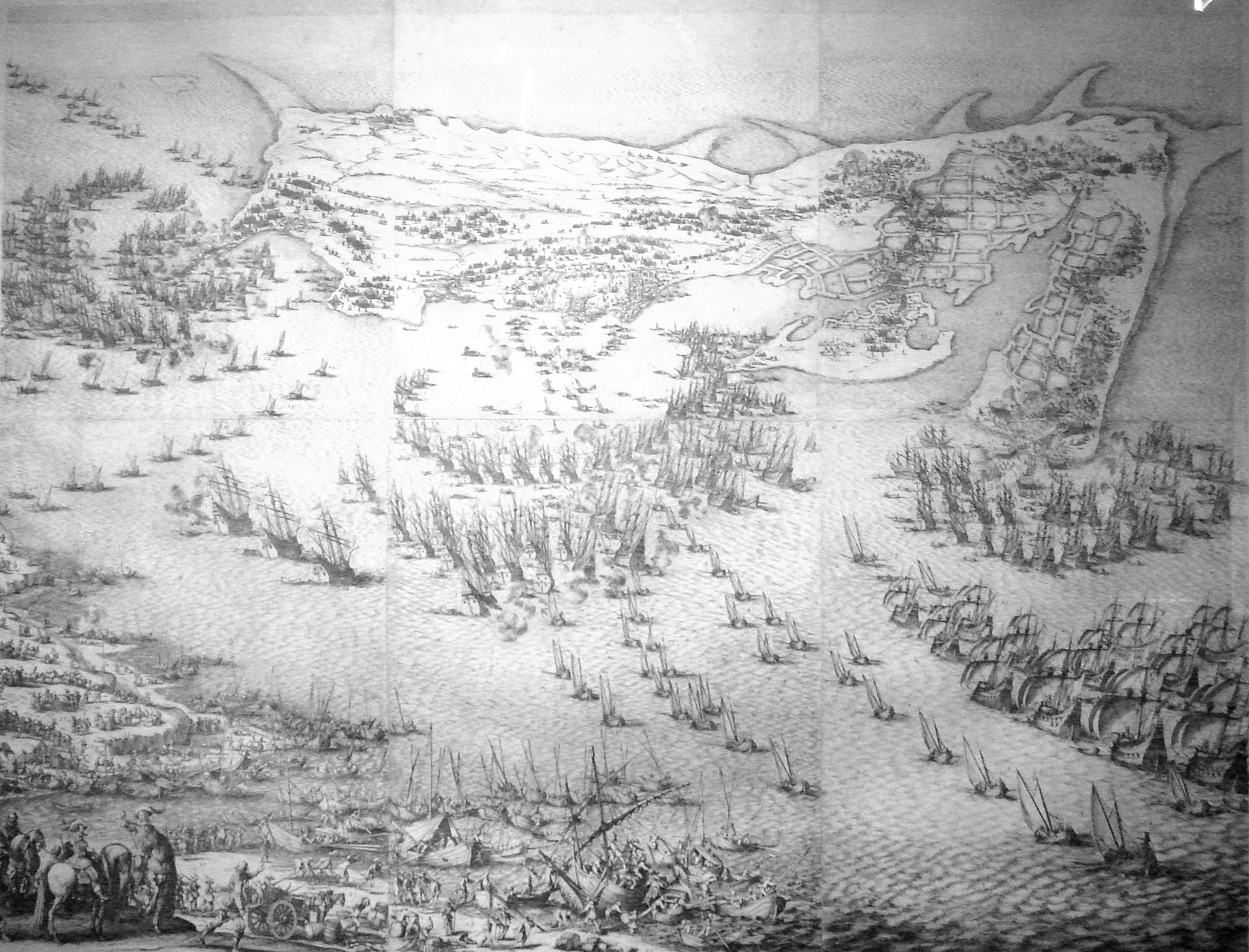
Siège de l'île de Ré en 1627 (gravure de Callot).
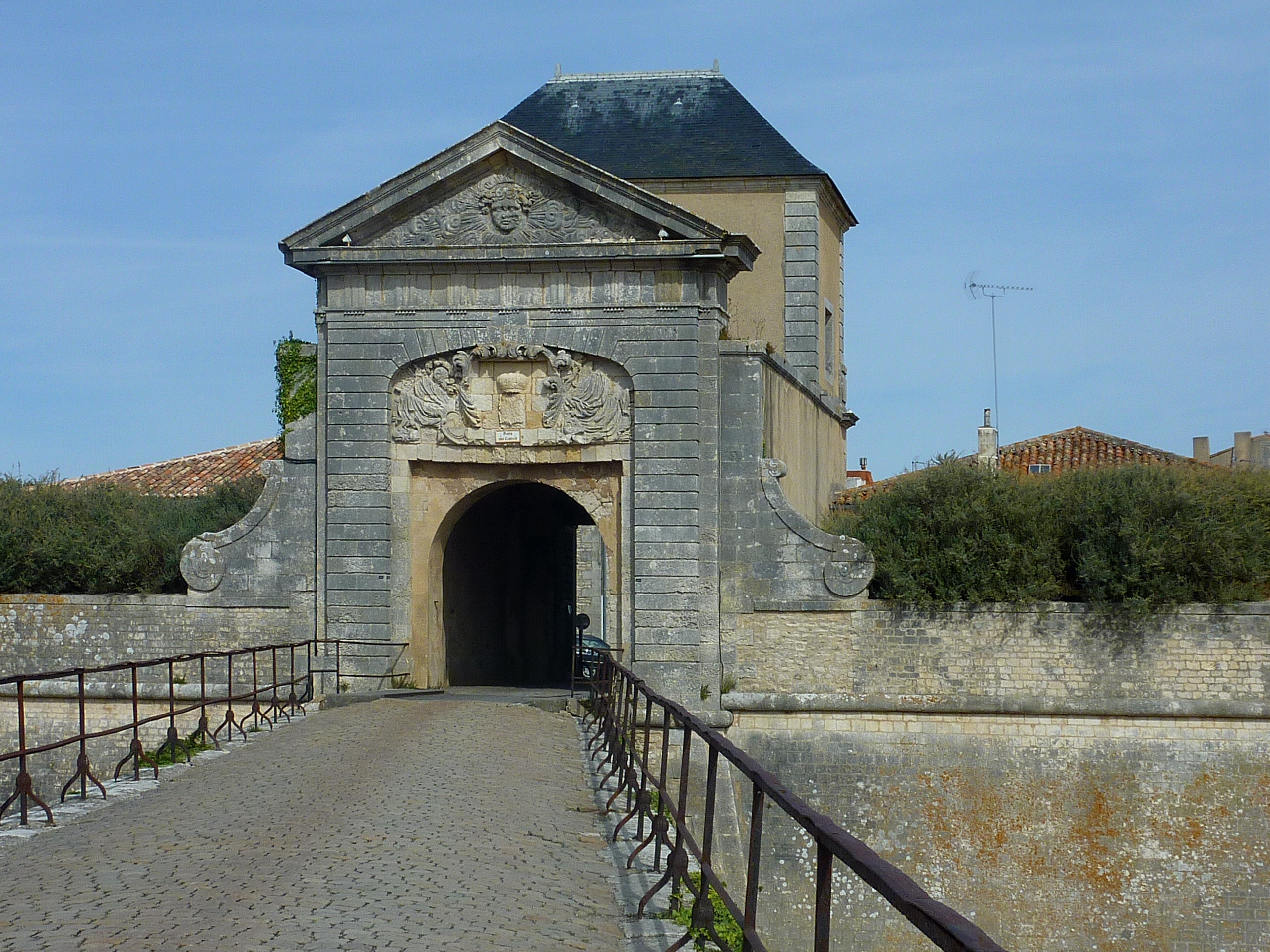
Porte des Campani, construction de Vauban à Saint-Martin-de-Ré.

### XIXeetXXesiècles
Le système défensif de l'île durant la plus grande partie du XIXe siècle comporte quatre places fortes militaires, les forts de la Prée sur la commune de La Flotte, de Martray verrouillant l'isthme entre Ars et Loix, de Sablanceaux sur la commune de Rivedoux-Plage à la pointe de l'île et la citadelle emblématique de Saint-Martin.
Une description de l'île autour de l'année 1850 mentionne une contrée peu fertile, sans vrais pâturages, ne montrant que de rares arbres, ne produisant pas de blé. Mais "l'île abonde en vignes qui produisent beaucoup de vins", lesquels majoritairement sont convertis et distillés en eau de vie. La plupart des habitants sont marins à la fois pêcheurs et viticulteurs, mais beaucoup aussi des saulniers car certaines parties de l'île aménagée par des canaux comportent des marais salants considérables, fournissant une immense quantité de sel de première qualité. Il s'y fait commerce de vins rouges ou blancs, d'eaux-de-vie, de sel, de poissons, mais aussi de planches, de mâtures, de goudrons et de fers. En dehors de plusieurs modestes villages, on trouve la petite ville de Saint-Martin et les vieux bourgs de La Flotte et d'Ars.[réf. nécessaire]

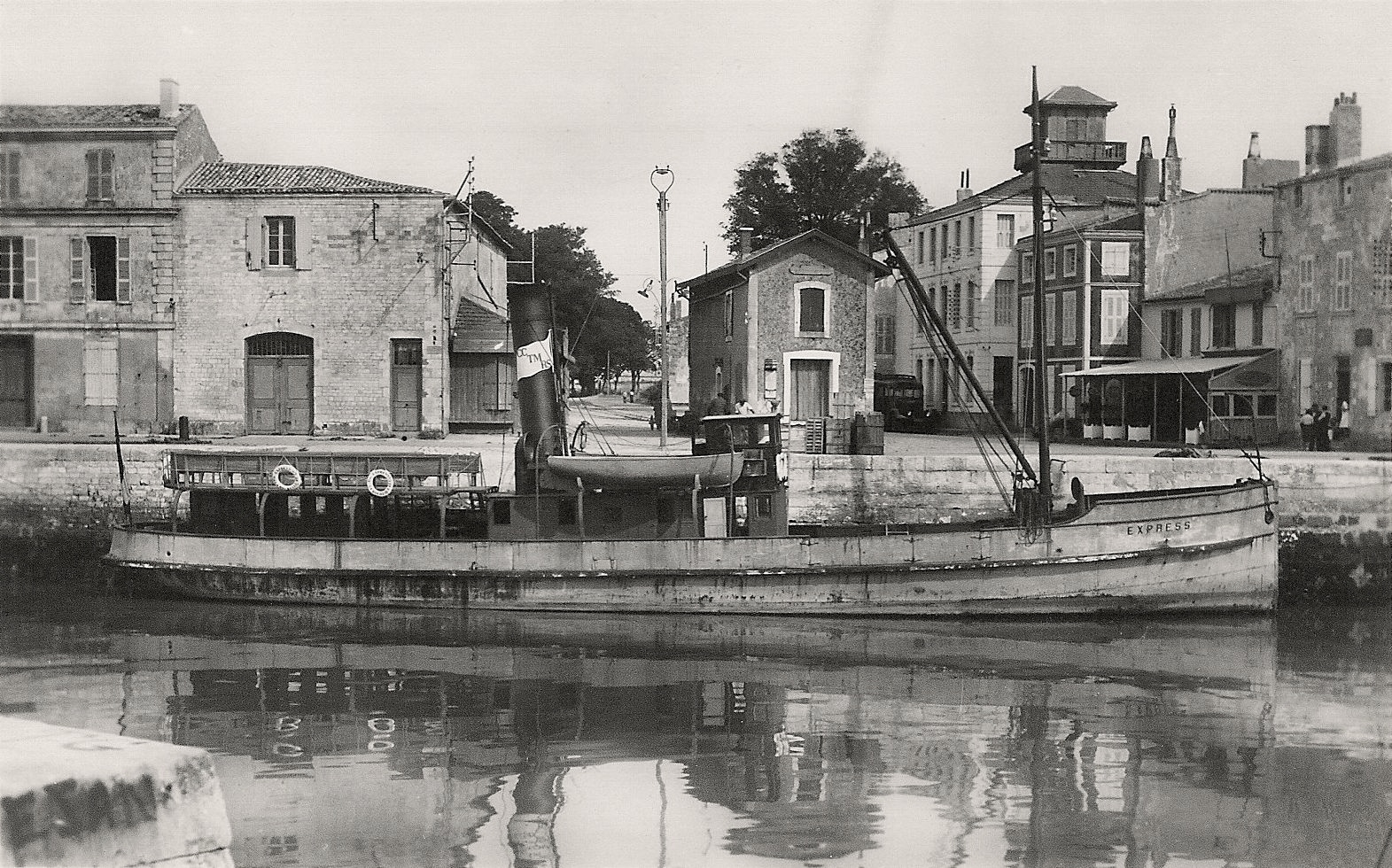
Avant la mise en service des bacs, l'île de Ré était desservie depuis La Rochelle par des petits navires transbordeurs, comme ici à Saint-Martin-de-Ré.

Le phare des Baleines, construit en 1853 et haut de 57 mètres, à côté de la "Tour des baleines" d'époque Vauban (1682) qui a donné son nom, demeure un des monuments notables de l'île, situé à son extrémité ouest, sur la commune de Saint-Clément-des-Baleines. Il s'agit d'un phare à feu blanc tournant, à 4 éclats par période de 15 secondes, d'une portée nominale de 27 milles marins (50 km). Il signale l'entrée des pertuis et les récifs dont l'île est environnée.
En 1852 ou 1853 selon la source, un trésor de 930 monnaies gallo-romaines a été découvert dans un vase en bronze dans la commune de La Flotte.
En 1873, la citadelle de Saint-Martin-de-Ré sert d'étape (Bagne de l'île de Ré) pour les condamnés au bagne, notamment vers la Nouvelle-Calédonie puis vers la Guyane de 1897 à 1938. L'île est reliée au continent par un pont construit en 1988 ; jusqu'à cette date, la liaison se faisait par bac.
Sauvetage d'une goélette par un navire de l'État, en 1869
« Île de Ré, le 29 novembre 1869. À Monsieur Henri Rieunier, Officier de la Légion d'honneur, Commandant le vapeur de l'État l'Argus, à la Rochelle. Monsieur le Commandant, Je considère comme mon premier devoir de vous adresser l'expression de ma vive reconnaissance pour les services empressés, persistants & généreux que vous m'avez rendu en retirant mon navire du péril imminent où il se trouvait sur les rochers de Chauveau pour le conduire dans le port de Saint-Martin de Ré. Votre conduite est bien celle d'un noble cœur, elle est au-dessus de tout éloges & je n'en perdrai jamais le Souvenir. Je suis avec respect Monsieur le Commandant, votre humble & dévoué serviteur. Le Capitaine de la goélette Marie de Marseille. Signé : Capitaine Orsini. Monsieur le Commandant, Nous sommes heureux de nous joindre au Capitaine Orsini pour vous offrir nos remerciements de la gracieuseté avec laquelle vous avez accueilli les demandes que vous nous avons faites à l'égard du Sinistre de la Marie, c'est bien grâce à votre concours que ce navire est sauvé & nous nous ferons un devoir de donner à ce fait obligeant et généreux toute la publicité qu'il mérite. Veuillez agréer, Monsieur le Commandant l'assurance de nos sentiments respectueux. »
— Les cosignataires du Capitaine Orsini : Marc Brin fils et F. Gaufens

#### L'île de Ré durant la Seconde Guerre mondiale

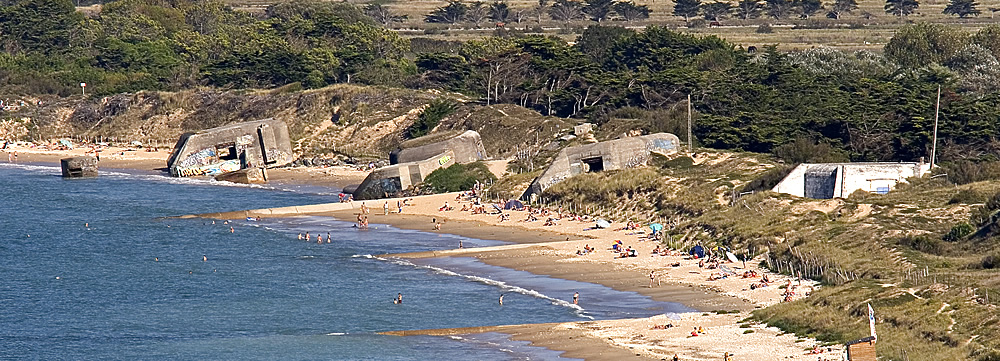
Casemates sur la plage de la Conche des Baleines au nord de l'île.

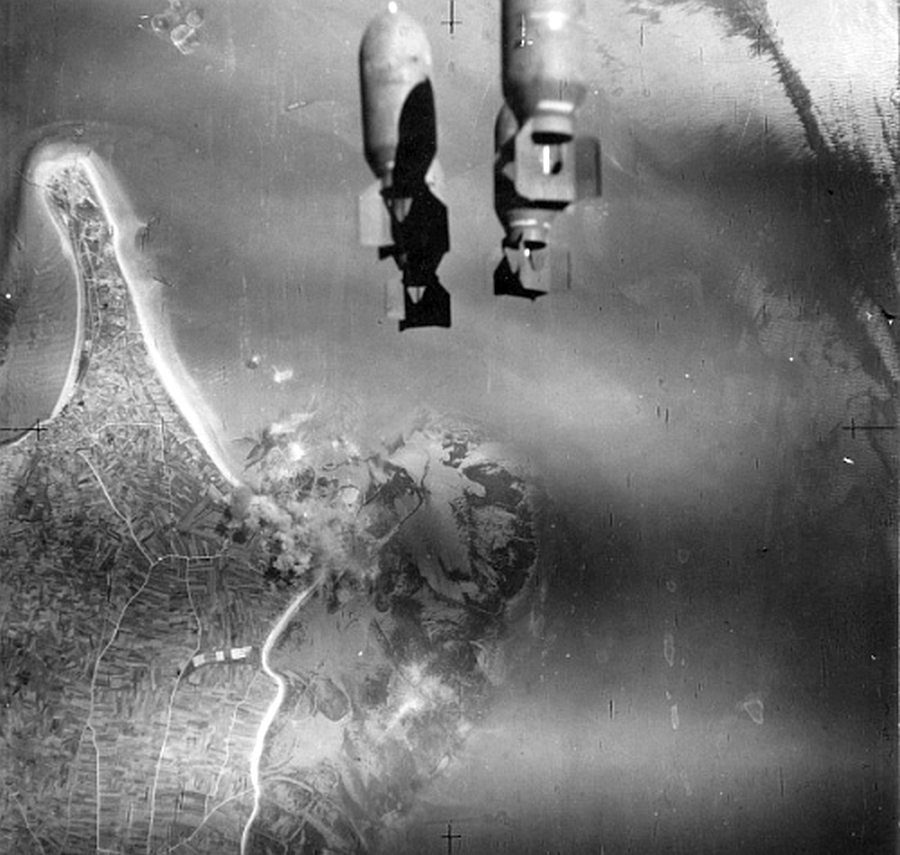
Bombardement de la pointe du Défend à Rivedoux-Plage le 7 juillet 1943.

À la déclaration de la Seconde Guerre mondiale, l'île est défendue par diverses batteries d'artillerie chargées d'empêcher toute attaque allemande sur les ports de La Rochelle et de La Pallice: une batterie de quatre pièces de 138/81 SF et quatre pièces de 240/03 obsolètes et qui seront vite retirées ; deux batteries de deux pièces de 95G Lahitolle aux Baleines et à Sainte-Marie; deux pièces de 105 EhV (SF) à Saint-Martin et deux pièces de 75G/97 à Sablanceaux (Rivedoux-Plage). La batterie de La Couarde est commandée par l'enseigne de vaisseau de 1re classe Lagoubie. En fait, seules les batteries de La Couarde, des Baleines et Sablanceaux sont opérationnelles et à effectif complet. En mai, une partie des troupes est prélevée et envoyée sur le front, mais le 30 mai la batterie de La Couarde est réarmée à effectif plein, pendant que l'officier des équipages de 1re classe Primel remplace l'enseigne Lagoubie. On trouve aussi sur l'île, commandée par le lieutenant Guthux, une compagnie du IVe bataillon du 181e régiment régional, chargée de garder les « indésirables » internés à Saint-Martin.
Alors que les troupes allemandes occupent la Rochelle à partir du 23 juin 1940, les premiers soldats allemands ne débarquent que le 29 juin sur l'île de Ré. Début juillet, le bataillon III/134 (3e bataillon du 134 régiment) de la 44e division d'infanterie va installer une salle d'opérations à Saint-Martin-de-Ré. Dès 1940, le secteur de Sablanceaux va porter les stigmates des combats avec l'épave du paquebot Champlain, de la Compagnie Générale Transatlantique, échoué dans la passe après avoir sauté sur une mine magnétique le 17 juin, le cargo grec Adamantios, échoué sur la plage après un bombardement le 20 juin à 16 h 20 et le paquebot Foucault, incendié lors d'un bombardement le 19 juin dans le port de La Pallice et remorqué jusqu'à la plage par les Allemands le 28 septembre.
L’Organisation Todt transforme Ré et Oléron en avant-postes lourdement armés et fortifiés. Ceux-ci assurent, entre autres, la défense de la base sous-marine de la Palice. De nombreux blockhaus sont construits près des plages (dont quelques-uns seront convertis après-guerre en maisons d'habitation). La batterie du Grouin et le Petit train de l'île de Ré sont remis en fonction. Les travaux sont réalisés par une main-d'œuvre prisonnière ou bien réquisitionnée parmi les insulaires et bien au-delà, jusqu'en Afrique du Nord. Les occupants déploient 2 300 militaires allemands rejoints, en 1944, par quelques centaines d'Italiens. Plusieurs corps sont présents : marine, infanterie, artilleries côtière et antiaérienne, détection et émission radioélectrique, etc. Quatre des pièces d'artillerie portent jusqu'à 37 km, elles couvrent tant le pertuis d'Antioche, au sud, que le pertuis breton, au nord, jusqu'à la Vendée. Trois groupes de résistants rétais s'organisent. Leur réseau porte pour nom de code Manipule. Leurs actions visent la collecte et la transmission, par radio ou par courrier, de renseignements sur l'organisation de ces défenses ou sur des mouvements de la Marine allemande aux abords. Avant la fin du conflit mondial, dans la crainte d'attaques alliées massives, nombre d'enfants insulaires de moins de 15 ans sont évacués sur le continent, dans les campagnes environnantes. Certains ne revoient pas leurs parents pendant plus d'un an.
Comprise dans la « poche de la Rochelle », l'île n'est libérée qu'après la capitulation du 8 mai 1945. En effet, l'avancée vers l'est des armées de libération laissent, dans un premier temps, des poches combattantes allemandes sur les littoraux français. Le 7 mai, le commandement à la Rochelle négocie sa reddition, évitant des pertes affligeantes. Mais, dans le même temps, les services secrets du renseignement américain effectuent une brève opération commando en débarquant à la Flotte. Et le 9 mai, les 3e et 4e régiments de zouaves (infanterie de l'armée d'Afrique), après s'être illustrés au cours de la bataille de Royan, libèrent l'île, font prisonnières les troupes occupantes et débutent le déminage.
Par ailleurs, le tournage de certaines scènes du film Le jour le plus long eut lieu en 1961 sur la plage sud de Rivedoux et la Conche des Baleines aux Portes.

## Héraldique
| Armes | Les armes de l'Île de Ré se blasonnent ainsi : Parti, au premier de gueules à trois fleurs de lys d'or, au deuxième d'argent à la bande du premier accompagnée de deux aigles éployées du même La devise, en latin, accompagnant ce blason est : « Et tanti servasse fuit », c'est-à-dire « Et tanti (pretii) conservasse (eam) fuit », soit « Pour la conserver, il fallut payer un tel prix ». |

## Art et culture

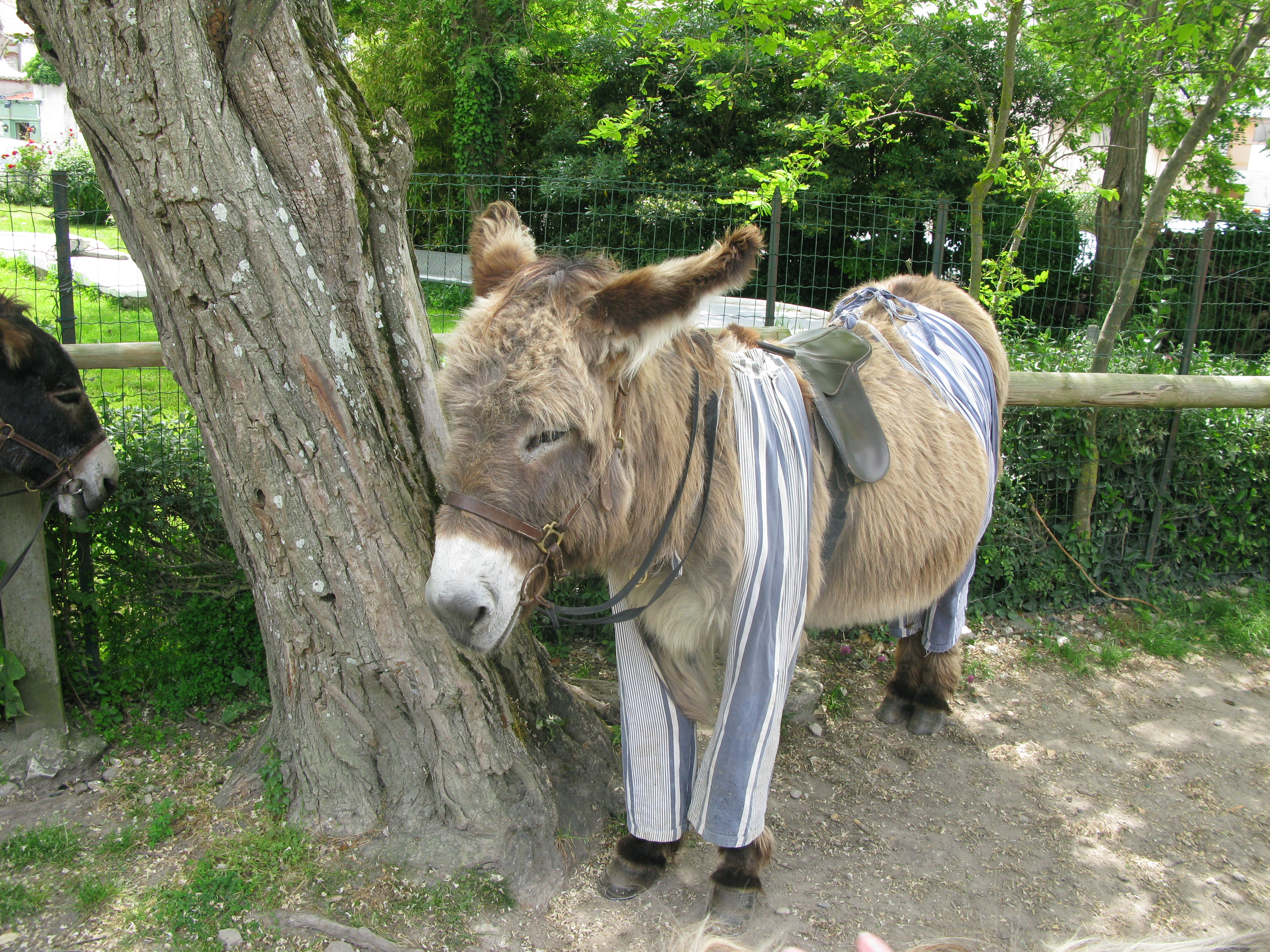
L'âne en culotte pour le bonheur des enfants dans le parc de la Barbette à Saint-Martin-de-Ré.

La culture rétaise est riche et caractéristique. L'âne en culotte est un des symboles de l'île de Ré. Cette tenue était utilisée pour qu'il ne soit pas piqué par les moustiques dans les marais.
D'un point de vue linguistique, le patois vendéen domine traditionnellement sur l'île, sauf à Sainte-Marie où était utilisé le patois aunisien.[réf. nécessaire]

### Légendes
Les légendes sont omniprésentes dans le folklore rétais. Une légende raconte que la création de l'île de Ré proviendrait de terribles séismes ayant englouti une cité romaine nommée « Antioche » (Voir l'origine du nom « Pertuis d'Antioche »), et que les seules survivantes de ces évènements seraient les îles de Ré et d'Oléron. Les rétais disent que les ruines de la cité mythique seraient visibles uniquement par beau temps. Ce n'est qu'une légende, mais, en 1809, lorsqu'un bateau s'échoue sur la pointe de Chanchardon, le capitaine du navire voit « les dallages de la banche calcaire qui lui paraissent être les restes d'une construction romaine». Quant au géographe Élisée Reclus, dans sa fameuse Géographie universelle, il situe la ville d'Antioche à la hauteur de Chanchardon. Mais, selon le dicton rétais, Quand Antioche réapparaîtra, Ré disparaîtra…
Une autre légende, qui ne concorde pas beaucoup avec la première, raconte que des navigateurs de l'Égypte antique, envoyés par Ramsès II pour faire le tour du Monde, se seraient échoués au Martray (près de l'actuelle ville d'Ars). Ils y auraient construit une petite pyramide.

### Petit train

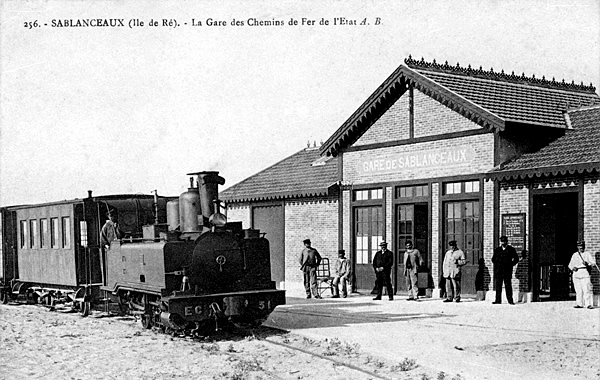
Le train en gare de Sablanceaux.

À la fin du XIXe siècle, la France et l'Europe se modernisèrent et beaucoup de trains apparurent. Celui de l'île fut imaginé à partir de 1877 pour transporter des marchandises et la production de vin ; la ligne fut ensuite ouverte aux voyageurs, et a été inaugurée officiellement en 1898. Il reliait toutes les communes, mais ne passait pas forcément au centre des villages, la gare de Loix se trouvait au lieu-dit « Le Feneau » à 4 km du village. Surnommé le « tortillard », tracté par des locomotives Corpet-Louvet sur voie métrique, il était lent, toujours en retard, grinçait et déraillait parfois.
Il était à l'époque très populaire et demeurait un des symboles de l'île. Mais en 1934 des taxis et des autobus arrivèrent sur Ré et l’année suivante le petit train fit ses adieux aux rétais. Pendant la Seconde Guerre mondiale l'armée d'occupation, l’organisation Todt le remit en service. Après la guerre, la pénurie de carburant aidant, il survécut, mais malgré la mise en service d'autorails, l'exploitation cessa en juin 1947 et le réseau ferré fut démonté. Une partie des pistes cyclables actuelles emprunte le tracé des voies.
Quelques vestiges existent encore : la gare d’Ars, sur le port, ou celle des Portes et son hangar à locomotives, quelques traces également sur le port de Saint-Martin et par-ci par-là dans la campagne des rails transformés en piquet de clôture.

### Patrimoine et monuments

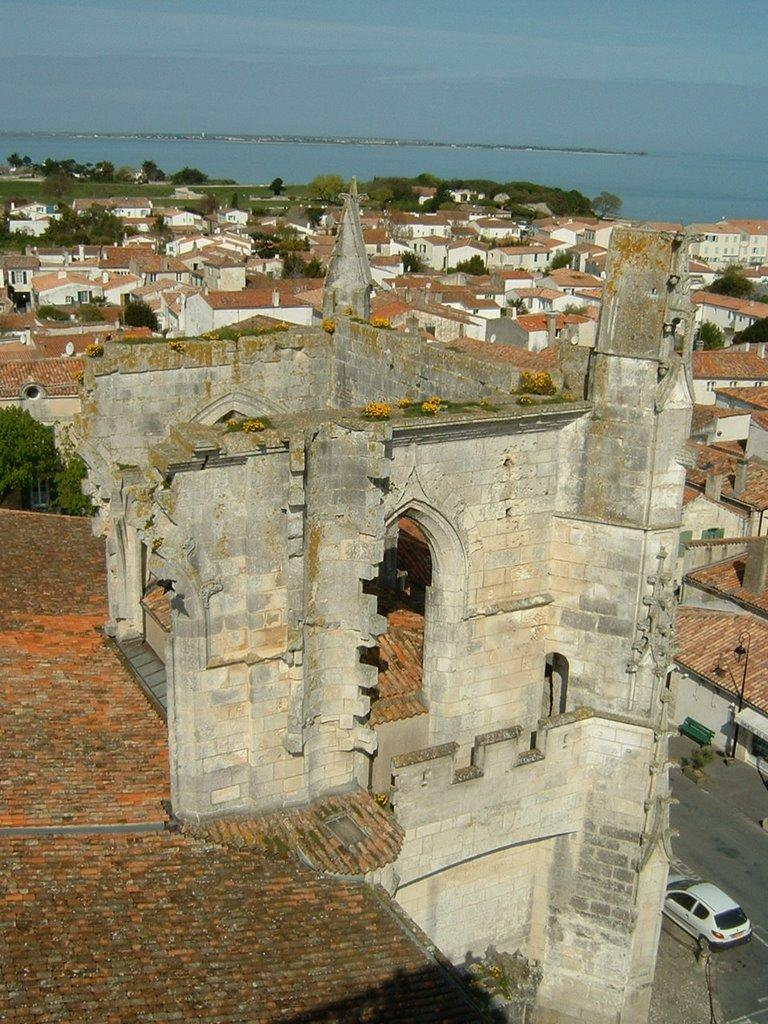
Vestiges de l'ancienne église fortifiée de Saint-Martin.

L'Île de Ré possède de nombreux monuments historiques notables. Le plus touristique, le phare des Baleines, a été construit en 1853, à la pointe ouest de l'île. Sa hauteur est de 57 m, et sa portée de 39 km. Un phare plus ancien, moins haut, situé à côté du grand phare, a été édifié à l'époque de Vauban (1682). L'île possède d'autres monuments de Vauban, à Saint-Martin-de-Ré, inscrits au Patrimoine mondial de l'UNESCO, l'enceinte et ses deux portes, sa citadelle, construites pour se protéger des Anglais, l'hôpital, de nombreux corps de garde, une poudrière ; à La Flotte un fort, appelé Fort La Prée, (modifié par Vauban) datant de 1625, et deux redoutes à Rivedoux-Plage et au Martray à Ars-en-Ré.
À Saint-Martin, l'hôtel de Clerjotte, actuel musée Ernest Cognacq, construit au XVe siècle, demeure l'un des plus remarquables monuments d'architecture civile de l'île. La ville qui se compose de nombreuses belles et vieilles maisons dont certaines sont déjà présentes sur le plan-relief cher à Louis XIV.
Parmi les monuments religieux, nous pouvons citer l'église Saint-Étienne d'Ars-en-Ré, avec une tour qui jadis servait d'amer pour les pêcheurs, datant du XVe siècle. Le portail, quant à lui, est antérieur au reste. Nous pouvons aussi citer l'église Saint-Martin de Saint-Martin-de-Ré, de style gothique. Elle fut ravagée pendant les guerres de Religion puis partiellement reconstruite plus tard, elle a conservé sa haute tour du XVe siècle. Enfin, près de La Flotte se dressent les majestueuses ruines de l'abbaye Notre-Dame-de-Ré, dite des châteliers, édifiée au XIIe siècle (ordre cistercien). Les autres églises et chapelles de Ré sont pour la plupart construites dans un style typiquement rétais. Il faut noter le beau portail de l'église de la Flotte. Le temple protestant de Saint-Martin-de-Ré est reconstruit en 1837.
Les rues, venelles fleuries et maisons, charmantes et pittoresques, contribuent au visage traditionnel de l'île de Ré.
Le musée de la Maison du Platin, à La Flotte, dévoile les pages du patrimoine rétais à travers ses expositions (maquettes de bateaux, reconstitutions, costumes).
Le 26 juillet 2012, l'île de Ré est labellisée Pays d'art et d'histoire.

## Administration
L’île de Ré est rattachée administrativement, depuis la Révolution française et la création des départements, au département de la Charente-Maritime, lequel appartient à la région Nouvelle-Aquitaine. Auparavant, elle était géographiquement et historiquement rattachée à la province d'Aunis, enclave comprise entre les provinces du Poitou et de la Saintonge.
Parmi les dix communes de l’île, Saint-Martin-de-Ré occupe une position un peu particulière, héritée de sa riche histoire. Bien qu'elle ne soit pas la commune la plus peuplée, elle a pu longtemps préserver son rôle de centre administratif principal de l'île, abritant le siège de la Communauté de communes de l'île de Ré et celui du Pays de l'Île de Ré.

## Éducation
Toutes les communes gèrent leur école municipale primaire (maternelle et élémentaire), tandis que La Flotte abrite également une école privée, maternelle et élémentaire, l'école Sainte Catherine. Saint-Martin-de-Ré était la seule commune de l'île à avoir accueilli une classe spécialisée pour les élèves en situation de handicap (CLIS). Elle a fermé en 2010.
L'unique collège de l'île, Les salières, est situé à Saint-Martin-de Ré.
À la rentrée scolaire 2014, le nombre total des élèves pour l'ensemble des établissements scolaires de l'île, était de 1 732, réparti de la façon suivante : 1 185 enfants scolarisés en maternelle et élémentaire et 547 collégiens.
Il n'est pas possible de faire des études supérieures sur l'île, mais la ville de La Rochelle, sur le continent, dispose d'une université (Université de La Rochelle).

## Économie

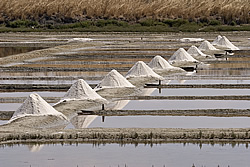
Les marais salants et le sel (l'or blanc), une des ressources principales de l'île avec la vigne pendant de nombreuses années.

Les ressources économiques de l'île sont essentiellement touristiques, maritimes (ostréiculture et plaisance) et agricoles (vignes, cultures maraîchères).
Coquillages et poissons frais sont encore vendus par quelques pêcheurs sur les quais de Saint-Martin-de-Ré ou Rivedoux-Plage, la majorité des bateaux de pêche étant maintenant amarrés dans le bassin en eau profonde du port de pêche de Chef de Baie/La Pallice, résolvant ainsi le problème des marées.
L’ostréiculture est développée principalement sur la côte nord où sont installés les ports de l'île (Rivedoux-Plage, La Flotte-en-Ré, Saint-Martin-de-Ré, Loix) mais aussi sur la côte sud d'Ars-en-Ré. En 2007, dans le pertuis Breton, l’ostréiculture rétaise s’oriente vers une nouvelle méthode de culture, celle en filière en eau profonde.
Dans la partie ouest de l'île, entre Loix, Ars, Saint-Clément-des-Baleines et Les Portes-en-Ré, on découvre 1500 hectares de marais et marais salants, terres d'accueil de milliers d'oiseaux migrateurs et terres de culture pour les sauniers qui récoltent le sel sur 350 hectares de saliculture.
À l'intérieur de l'île, on cultive des produits maraîchers (pommes de terre, asperges) et la vigne sur 650 ha (vin de pays charentais, pineau et cognac). Les marchés, quotidiens l'été dans chaque village, ont un grand choix et permettent un contact direct avec les producteurs.
Depuis le 1er janvier 2012, le péage a été supprimé et remplacé pour les non-insulaires ou non- propriétaires d'une résidence sur l'île (tarif particulier) par une écotaxe (de 8 € à 40 € hors saison et de 16 € à 40 € en saison). Elle ne sert plus à rembourser les frais de construction, mais à soutenir le programme CAP RE (Contribution à la protection de l’île de Ré). Cette écotaxe sera pour moitié répartie entre les dix communes de l'île, dans le but de préservation des espaces naturels, l'autre partie revenant au conseil général pour l'entretien de l'ouvrage et le développement des transports en commun sur l'île.
Nombre de liaisons ferroviaires et aériennes sont accessibles via la gare et l'aéroport de La Rochelle.

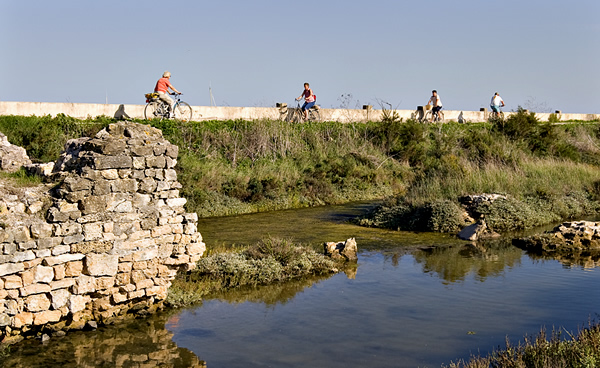
Promenade à vélo le long des marais.

L'île est une destination touristique, avec un bon ensoleillement et un vent rafraîchissant sur de grandes plages de sable (50 km de plage sur l'île), ce qui est accueillant pour les familles avec des enfants pendant la période la plus chaude de l'année. Les quelque deux cent mille résidents de la période estivale sont répartis dans les nombreux campings, hôtels, locations saisonnières, chambres d'hôtes et résidences secondaires. Pour des raisons de préservation de l'environnement et d'écologie, le camping sauvage ou sur parcelle privée est interdit. Les camping-cars doivent passer la nuit sur des espaces réservés ou dans les campings.

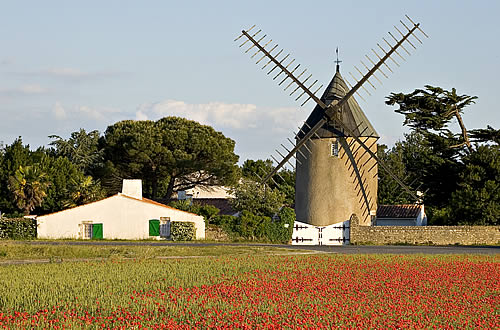
Le Bois-Plage-en-Ré. Moulin de Bellerre.

La circulation automobile, d'avril à fin septembre, est dense, principalement le week-end aux périodes d'arrivée et de départ. L'utilisation de la bicyclette y est fortement privilégiée : cent kilomètres de pistes cyclables sillonnent l'île entre pinèdes, vignes, marais salants ou réserves naturelles (de nouvelles pistes sont en réalisation, pour le printemps 2008, pour plus de sécurité).
La vie maritime sur l'île était avant peu développée (hormis les exportations de sel et de vins) et l'île se séparait nettement en deux parties : l'ouest, plus pauvre, voué aux marais salants exploités par des sauniers qui n'étaient presque jamais propriétaires, et l'est, plus riche et voué à la vigne. De nombreux moulins à vent, dont plusieurs tours sont encore visibles, et trois ou quatre moulins à marée, dont un à Loix et un autre à Rivedoux-Plage, traitaient les céréales importées du continent.
À la suite de la réforme de la carte pénitentiaire, la prison de Saint-Martin-de-Ré devait être fermée. La fermeture de cet établissement et le départ des 250 familles des salariés aurait représenté un impact économique conséquent sur la vie des communes de l'île. En protestation, les agents pénitentiaires de Saint-Martin qui voulaient rester au pays bloquèrent le pont de l'île de Ré, en février 2011, soutenus par quatre maires. Lors d'une visite, en mai 2011, à Fontenet en Charente-Maritime, le ministre Michel Mercier annonça, concernant les prisons, qu'« un certain nombre dont la fermeture était prévue ne fermeront pas. C'est le cas notamment de St-Martin-de-Ré, ... ». Il justifia ainsi ce choix : « Il y avait un fort attachement non seulement des élus et des personnels que je suis allé voir et parce que les détenus ont exprimé le choix de rester dans ces prisons qui ne sont pas complètement modernes mais qui ont une taille humaine qui est intéressante pour la reconstruction des individus. Comme les travaux à faire n'étaient pas très importants, j'ai pris la décision de ne pas fermer ces établissements compte tenu du besoin de place qui est le nôtre. » .

### Tourisme
Le 29 octobre 2015, le Conseil Communautaire de la Communauté de Communes de l'île de ré a approuvé la création de la Société Publique Locale (SPL) Destination Ile de Ré pour la gestion de l'office de tourisme intercommunal. Ainsi, le 4 janvier 2016, la Communauté de Communes de l'île de Ré et la SPL Destination Ile de Ré ont conclu une délégation de service public pour une durée de cinq ans.

### Prix du foncier
Devenue très touristique, l'île de Ré est à présent un lieu de villégiature. Plusieurs des communes de l'île possèdent plus de résidents secondaires que de résidents permanents. A l'été 2005 le mètre carré de terrain s'y négocie à environ 1 000 €[réf. souhaitée]. Cette hausse des prix a rendue redevables de l'impôt sur la fortune des personnes qui avaient hérité d'une maison avec terrain. Les impôts qui en résultent à chaque succession obligent les héritiers à vendre et en conséquence, un renouvellement de la population s'opère où les autochtones sont de moins en moins nombreux. Cette situation contraste avec la période d'entre les deux guerres, lorsque la population qui cherchait à quitter l'île voulait vendre des maisons qui n'intéressaient personne.

## Sports

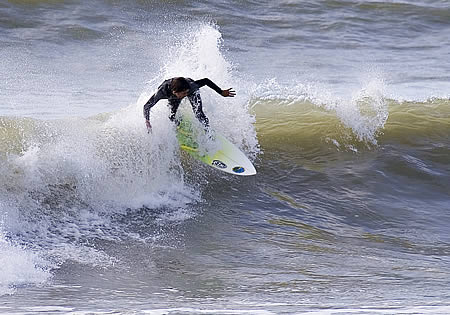
Surf au spot des Grenettes.

Ventée et exposée à la houle atlantique, l’île propose de nombreux endroits pour la pratique du surf et de la planche à voile, notamment le spot des Grenettes.
De nombreux sports sont pratiqués sur l'île, avec une prédominance des sports nautiques comme la voile mais aussi :
- Surf, windsurf, kitesurf : la condition géographique de l'île assure vent et vagues toute l'année ;
- La voile se pratique dans les Écoles Françaises de Voile ou les yacht-clubs de La Flotte, Ars ou Saint-Martin-de-Ré, qui organisent de nombreuses régates. Certaines bases nautiques sont très actives comme à La Flotte, Rivedoux-Plage, La Couarde, Ars où Les Portes ;
- Tous les villages possèdent des courts de tennis municipaux ou dans les campings ;
- Le rugby se pratique au Sporting Club rétais, le handball au Ré Handball Club (le plus gros club de l'île en nombre de licenciés); le football se dispute sur les communes de La Couarde, Saint-Martin-de-Ré, Sainte Marie de Ré et La Flotte. Saint Clément œuvre à un bon niveau en basket-ball.
- Une étape des Championnats de France de Beach Volley est organisée chaque année sur la plage des Gollandières ;
- Les arts martiaux ne sont pas en reste avec six clubs de Viet Vo Dao, du judo et du karaté ; La Flotte s'est doté d'un dojo en 2008 ;
- Mais aussi : plongée sous-marine, pétanque, gymnastique, danse, tennis de table, équitation, volley-ball, golf, roller, ultimate, cricket… La piscine Aquaré a ouvert ses portes en juillet 2009 à Saint-Martin-de-Ré.

## Médias
Presse
- Le Phare de Ré, hebdomadaire créé en 1949, tirage à 16 000 exemplaires (janvier 2008) dont le siège se trouve à Saint-Martin-de-Ré.
- Ré à la Hune[46], journal gratuit d'information créé en 2007 et site d'actualités. Une à deux parutions par mois.
- Le journal des propriétaires de l'île de Ré[47], bimestriel créé en 2003.

Radio
- Cap Ouest (105.8 MHz)
- Radio Île de Ré (107.8 MHz)

## Personnalités
Voici une liste non exhaustive de personnalités en rapport avec l'île, d'hier ou d'aujourd'hui.
- Eudes d'Aquitaine, (650/660-735)
- Toiras, (1585 - 1636), maréchal de France.
- Nicolas Martiau, ancêtre de George Washington, né sur l'Île de Ré en 1591.
- Vauban, (1633-1707) architecte des fortifications de Saint-Martin-de-Ré, des redoutes de Rivedoux-Plage et du Martray et du premier phare des Baleines.
- Claudine Guérin de Tencin, (1682-1749) femme de lettres.
- Nicolas Baudin, marin, capitaine et explorateur né à Saint-Martin-de-Ré en 1754.
- Gustave Dechézeaux. Homme politique, révolutionnaire, député à la Convention nationale né à La Flotte le 8 octobre 1760 .
- René-Théodore Phelippot (1829-1905). Maire du Bois Plage, créateur d'un cabinet de curiosités, ses collections font partie des fonds originaux du musée Ernest Cognacq de Saint-Martin-de-Ré.
- Henri Rieunier, (1833-1918). Ministre de la Marine et député.
- Ernest Cognacq, (1839-1928). Fondateur du Musée de l'île de Ré, le Musée Ernest Cognacq de Saint-Martin-de-Ré.
- Yves Dieÿ (1892-1984), artiste peintre qui fréquenta et peignit l'Île de Ré.
- Yves Bouthillier, (1901-1977). Né à Saint Martin de Ré, maire de Saint Martin de 1958 à 1972 et ministre des finances de 1940 à 1942.
- Ivan Peychès, (1906-1978). Membre de l'Académie des Sciences.
- Henri Béraud mort à Saint-Clément-des-Baleines (1958) romancier et journaliste.
- Alain de Lacoste-Lareymondie (1921-2007). Ancien député de l'Ile de 1958 à 1962, conseiller d'État, conseiller général de l'île en 1973.
- Michel Piccoli, (1925-2020). Acteur.
- Madeleine Chapsal, (1925). Écrivain et journaliste, membre du jury du Prix Femina entre 1981 et 2006.
- Sonia Rykiel, (1930-2016). Grande couturière et créatrice de mode, fondatrice de la maison de couture portant son nom.
- Régine Deforges, (1935-2014). Romancière et éditrice.
- Philippe Sollers, (1936-2023). Écrivain.
- Lionel Jospin, (1937). Premier ministre de 1997 à 2002.
- Pierre Bénichou (1938-2020). Journaliste.
- Daniel Bernard (1948). Né à La Rochelle, auteur de quatre romans sur l'île de Ré.
- Fabrice Luchini, (1951). Acteur.
- Thierry Girard, (1951). Photographe, lauréat du prix Niépce en 1984. Vit sur l'île de Ré depuis 1989.
- Charles Berling, (1958). Acteur, ex-président de l'Étoile de Vauban, association de promotion des fortifications de Saint-Martin-de-Ré pour la candidature d'inscription au patrimoine mondial de l'UNESCO.
- Antoine Albeau, (1972). Multiple champion du monde de funboard, l'homme le plus rapide à la voile en 2008 avec 49,09 nœuds sur le canal des Saintes-Maries-de-la-Mer (5 mars 2008).
- Michèle Manceaux (1933-2015) Journaliste et écrivain
- YassEncore, (1997) Influenceur et Streameur français, a grandi sur l'Île

## Culture populaire
L'île a fait l'objet de nombreuses représentations artistiques.
Musique : la chanson de Charles Aznavour Trousse-Chemise évoque par le cadre ainsi nommé un bois bien connu de l'île.
Cinéma
- Le Sang à la tête en 1956.
- Le Jour le plus long en 1962.
- Tout ça… pour ça ! de Claude Lelouch en 1993
- Alceste à bicyclette de Philippe Le Guay en 2013

Séries
- Mademoiselle Joubert, avec Laurence Boccolini, (année 2000), série télévisée.
- Cœur Océan, (année 2000), série télévisée.

Émission

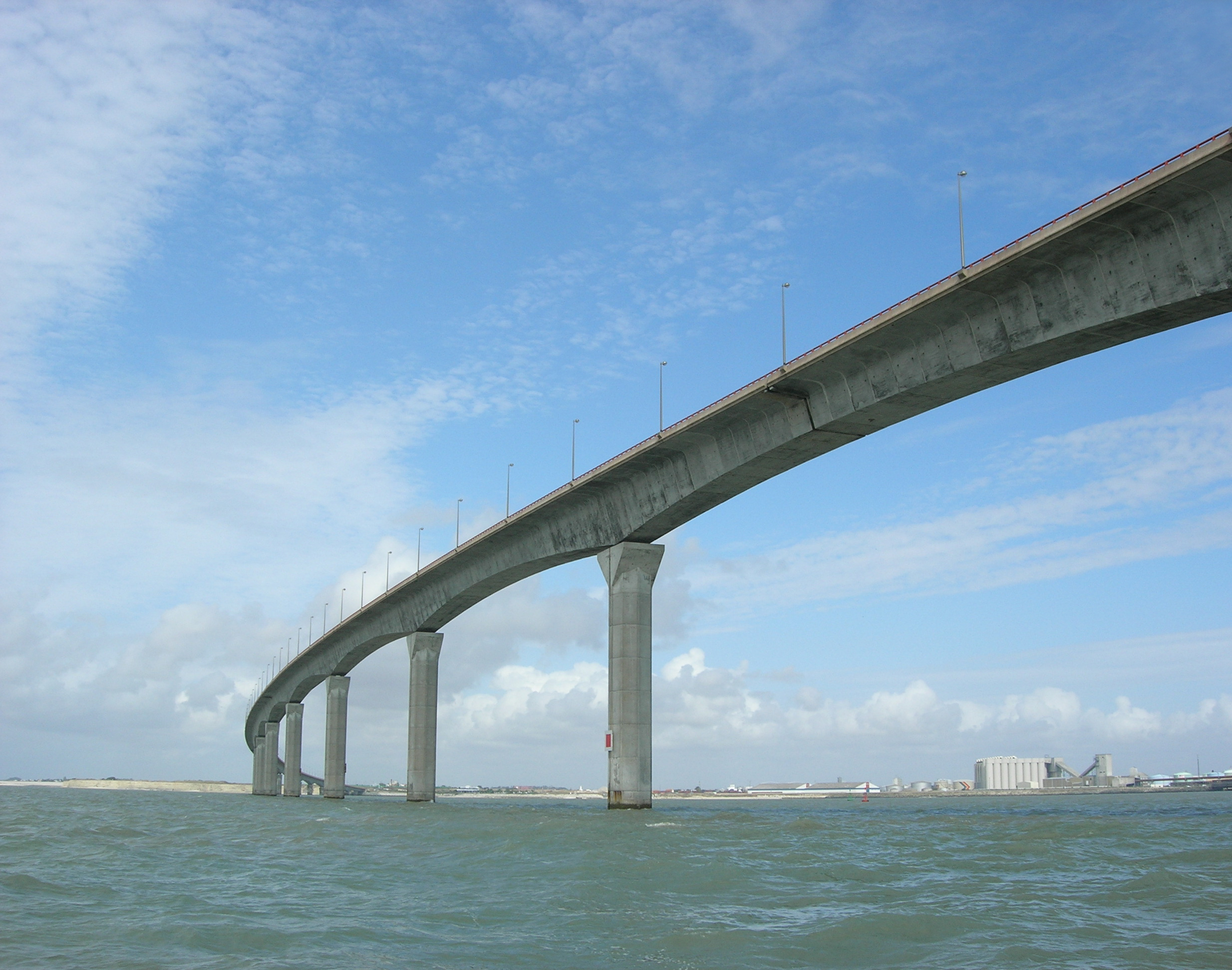
Dans le générique de fin de l'émission Fort Boyard certaines séquences d'images représentent l'île de Ré.
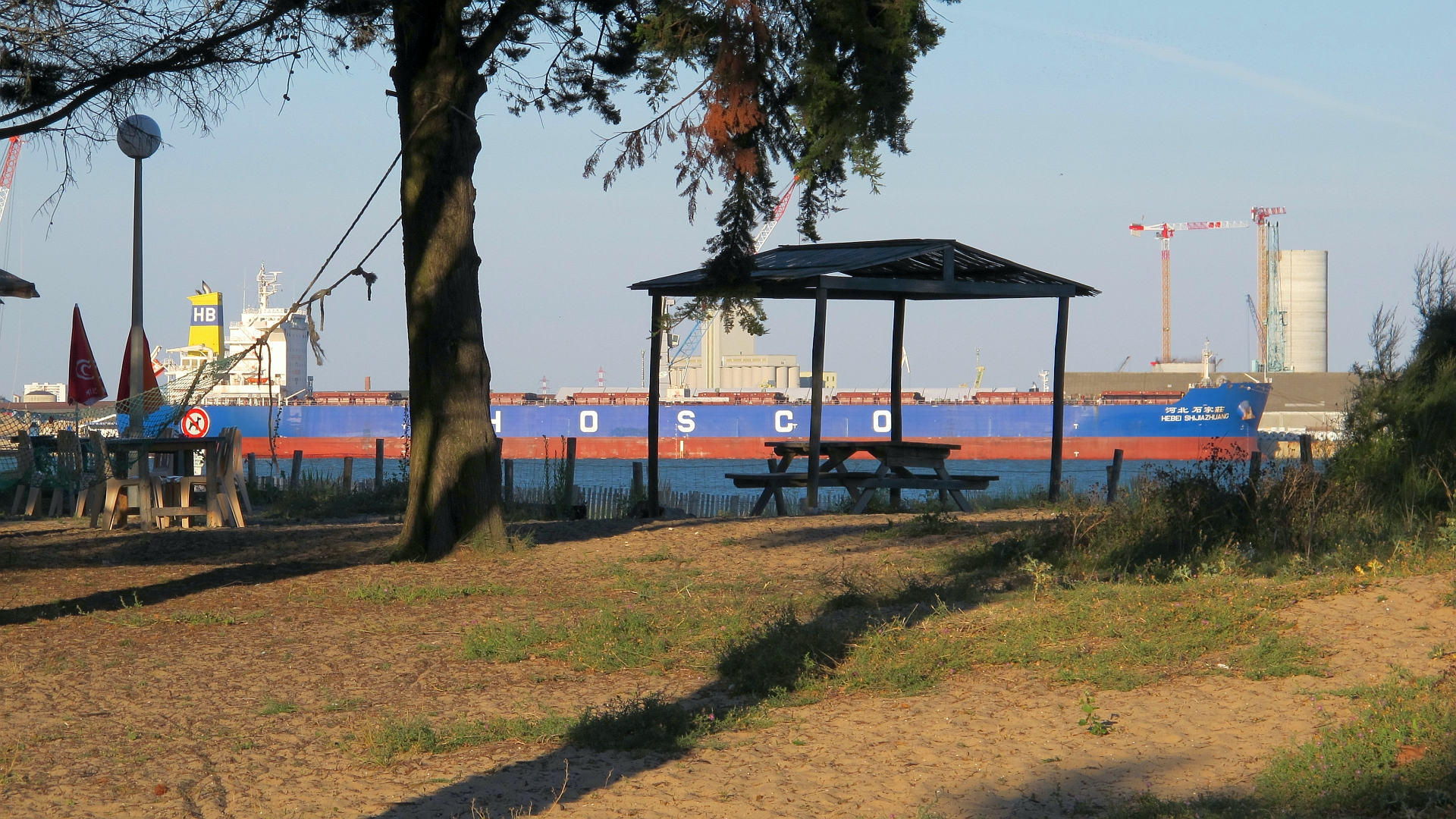
La pointe de Sablanceaux est située face au port de La Rochelle-Pallice.
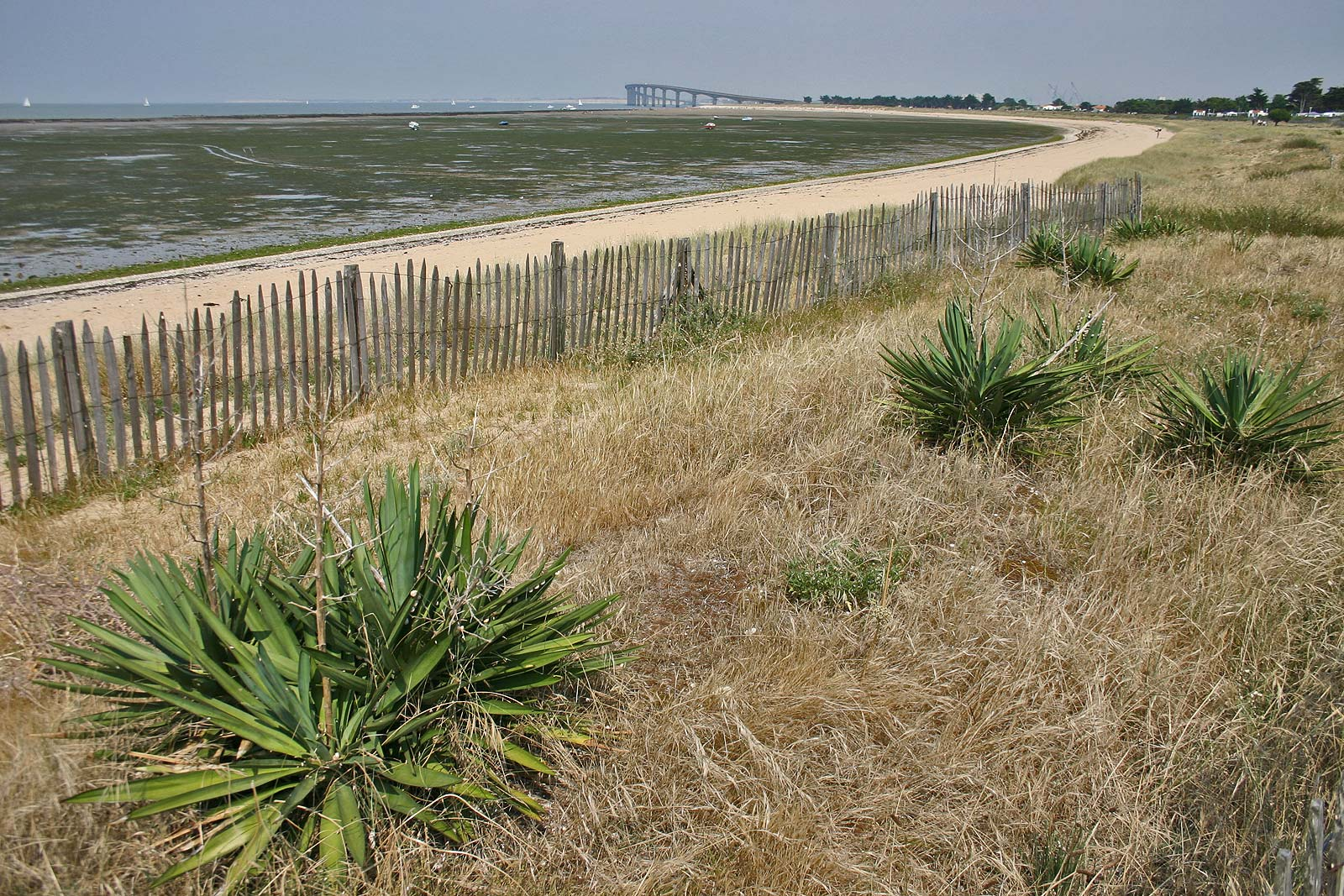
Rivedoux-Plage. La plage nord à marée basse, au fond de la baie, le pont de l'île de Ré.
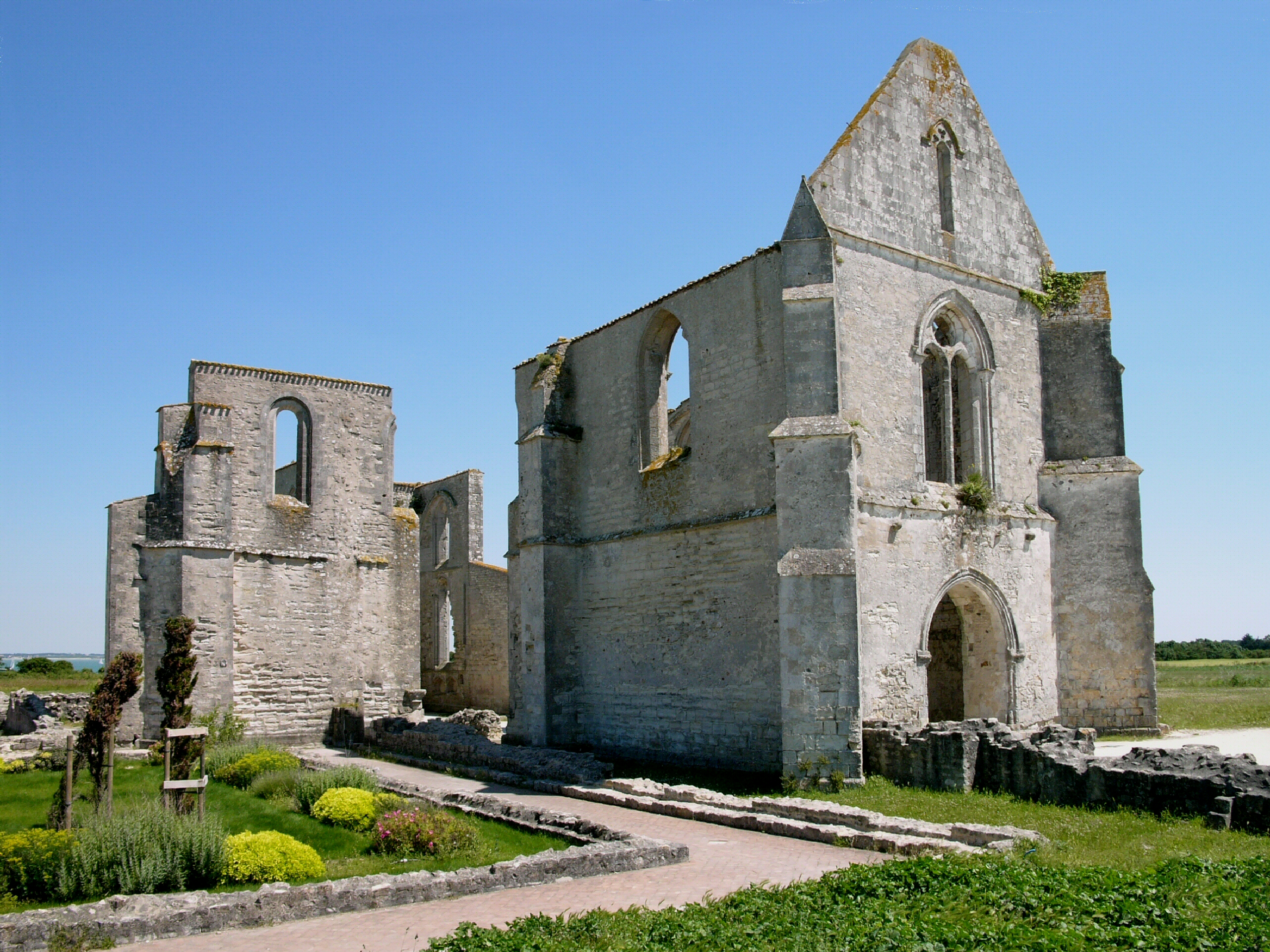
La Flotte. L'Abbaye Notre-Dame-de-Ré dite des Châteliers.
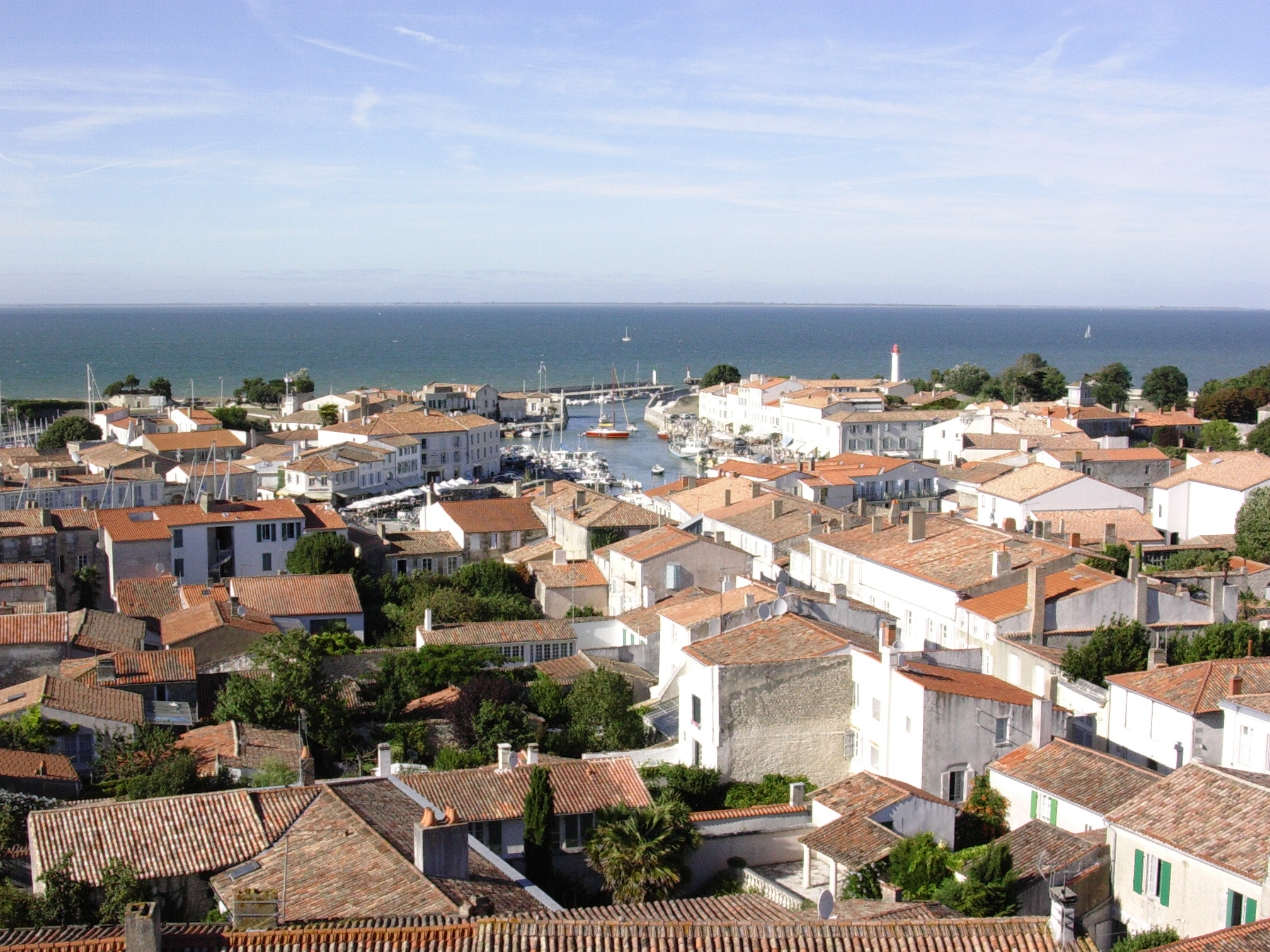
Saint-Martin-de-Ré. Le port et la ville vus du clocher.
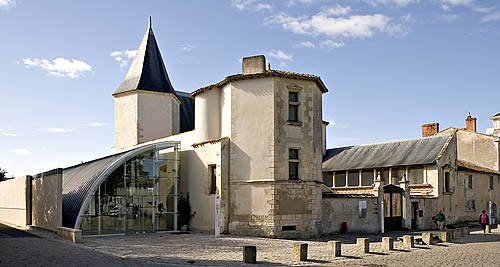
Saint-Martin-de-Ré. Le Musée Ernest Cognacq, L'Hôtel de Clerjotte et sa nouvelle aile.
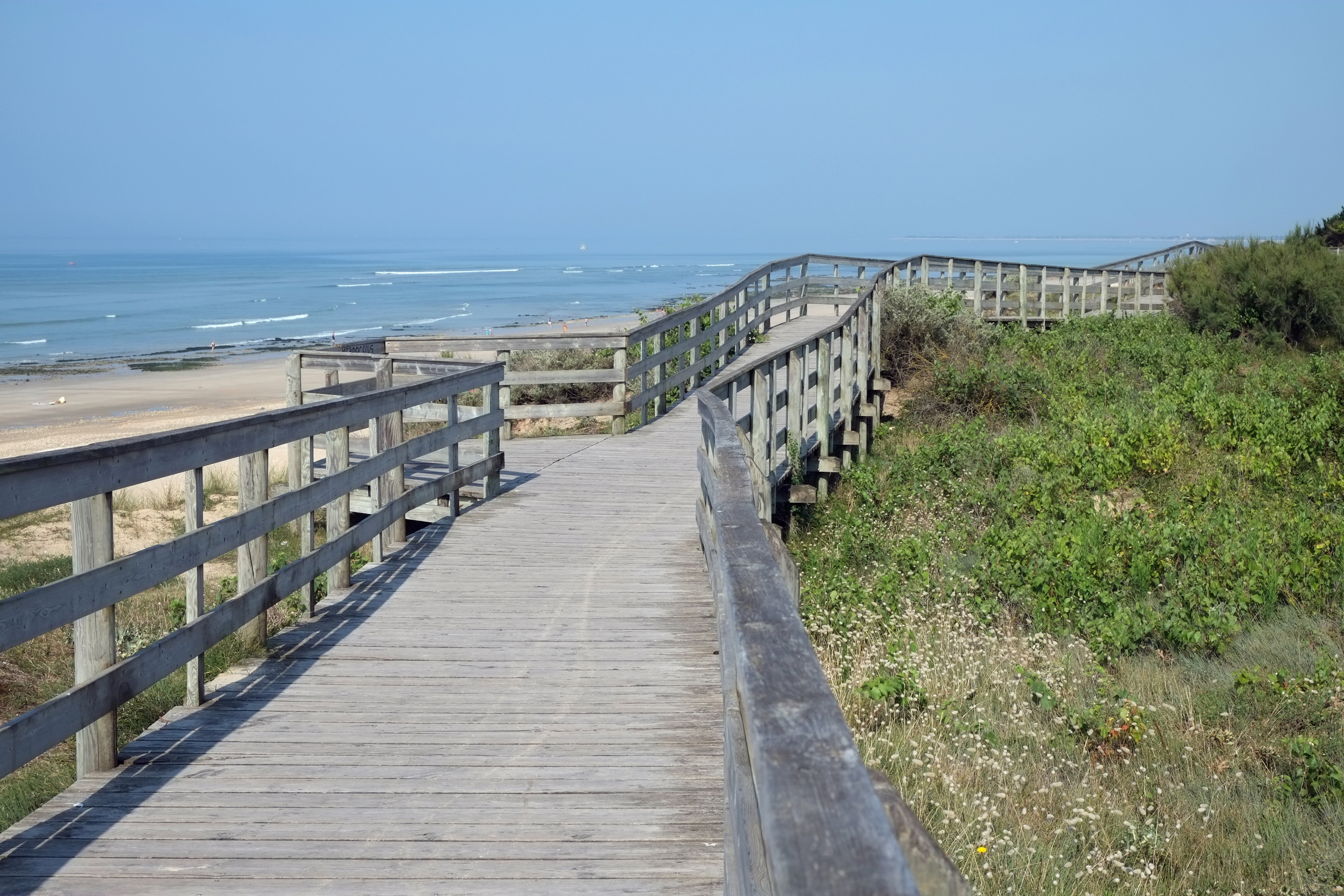
Le Bois-Plage-en-Ré. Promenade aménagée sur les dunes.
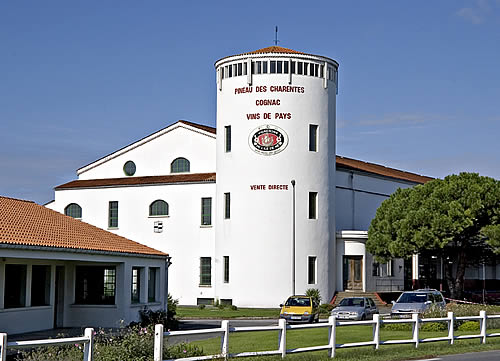
Dans La Carte aux trésors, certaines émissions sont tournées sur l'île de Ré.
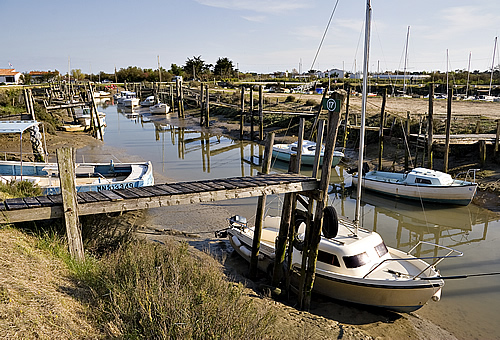
La Couarde-sur-Mer.
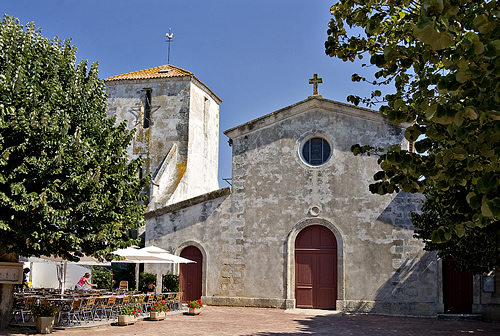
Loix. Église Sainte Catherine.
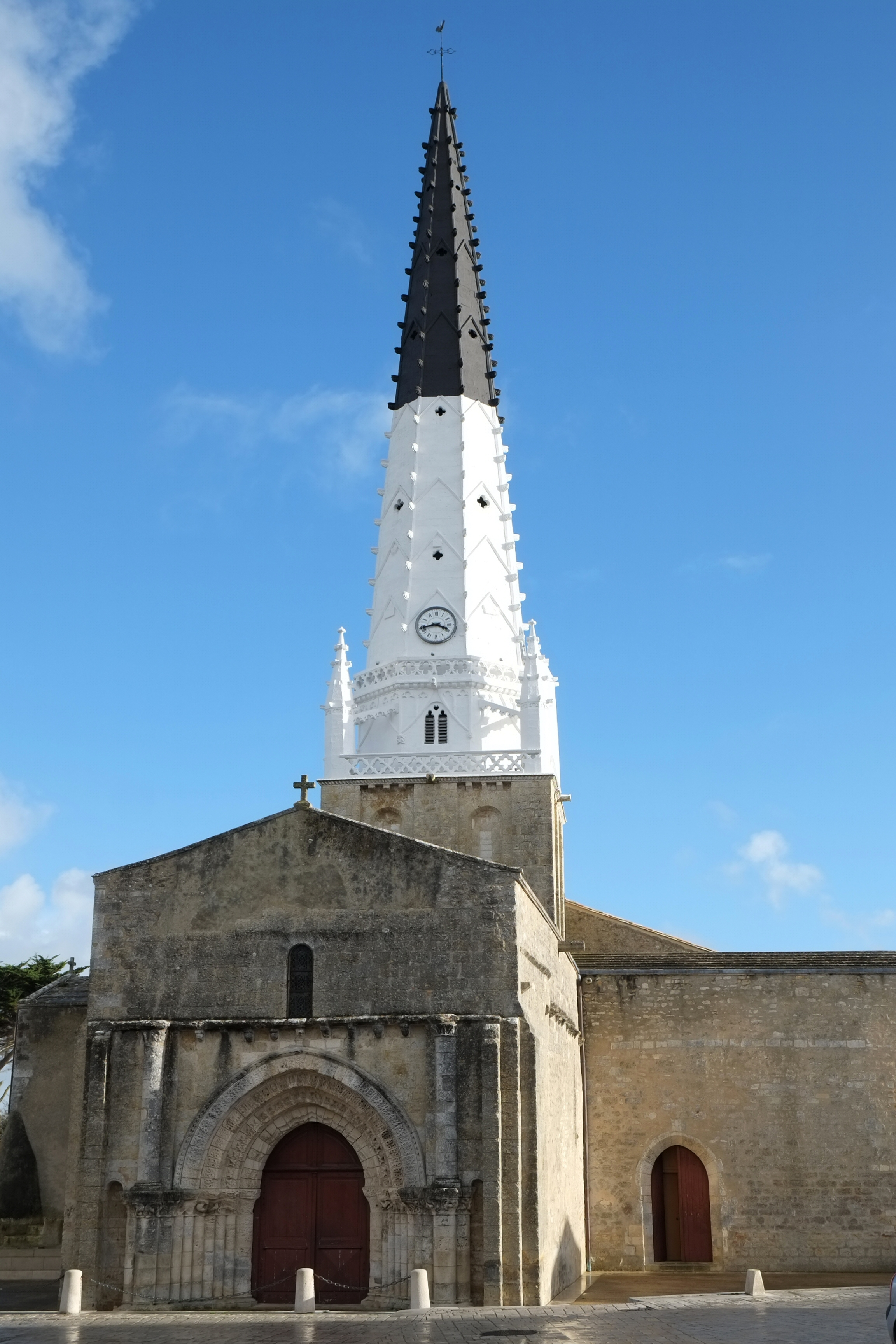
Ars-en-Ré. Clocher de l'église Saint Étienne, peint en noir et blanc, qui sert d'amer pour les navigateurs.
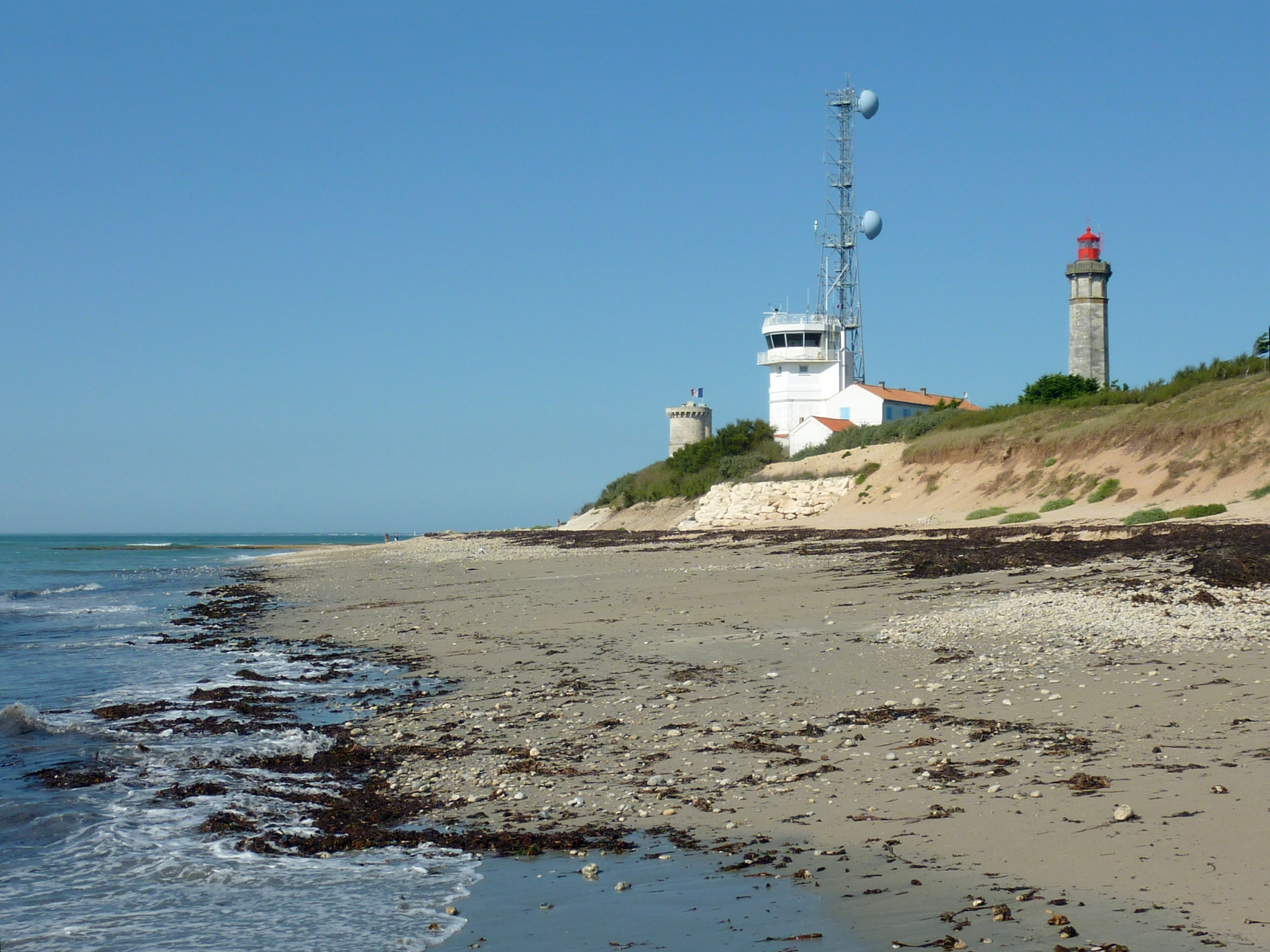
Saint-Clément-des-Baleines. L'ancienne Tour des baleines, le Phare des baleines et le sémaphore.
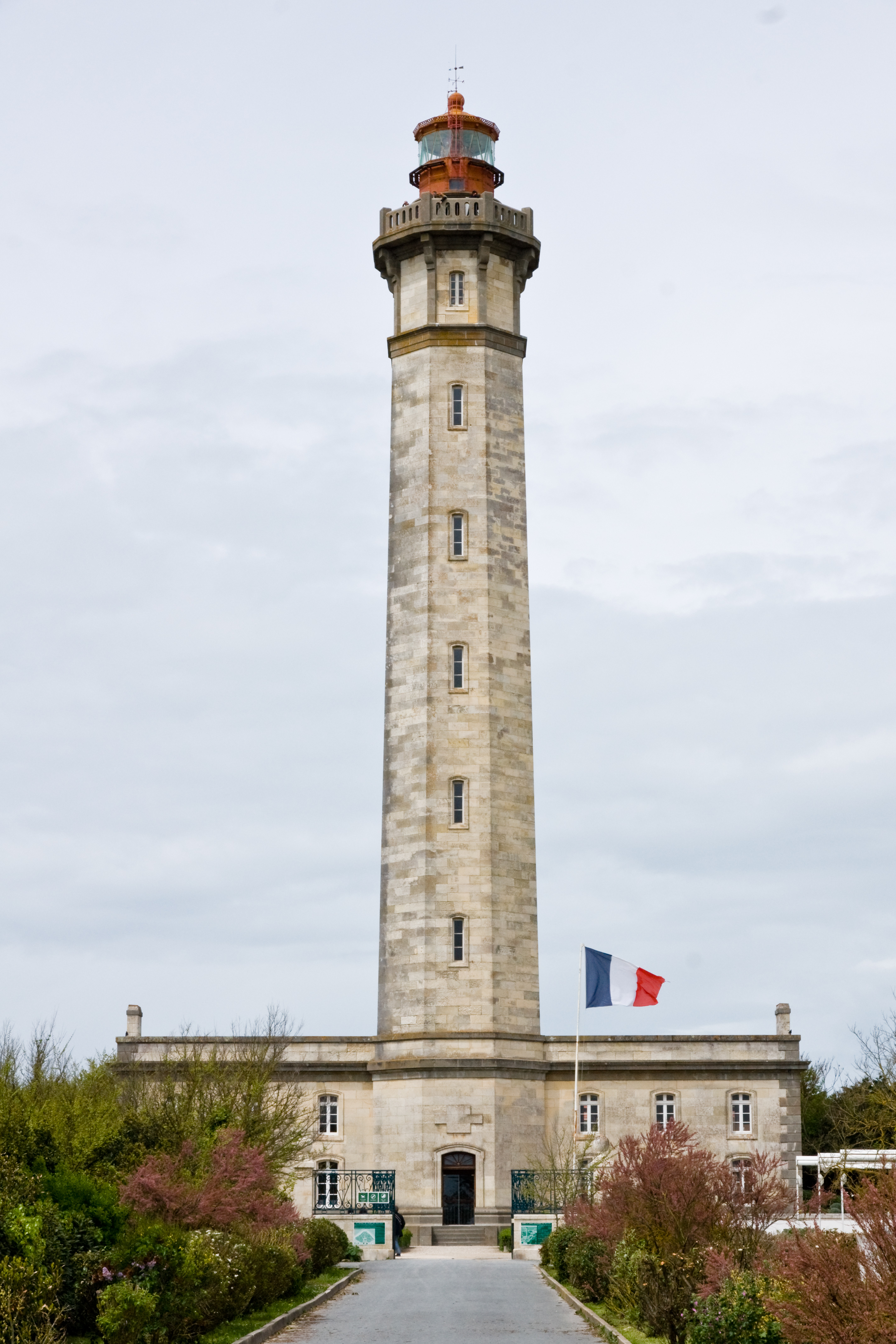
Phare des Baleines à la pointe ouest de l'île.
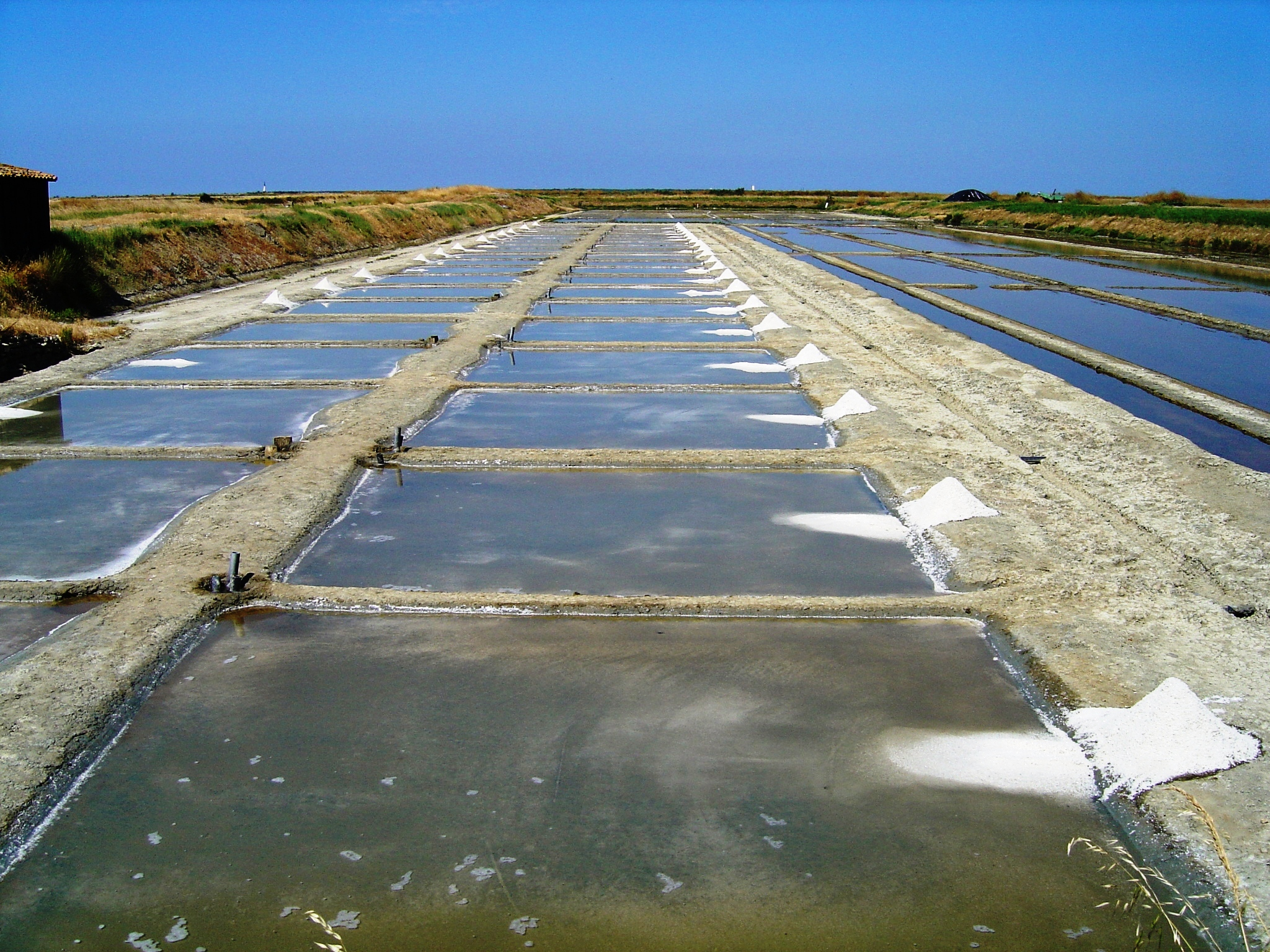
Marais salant.
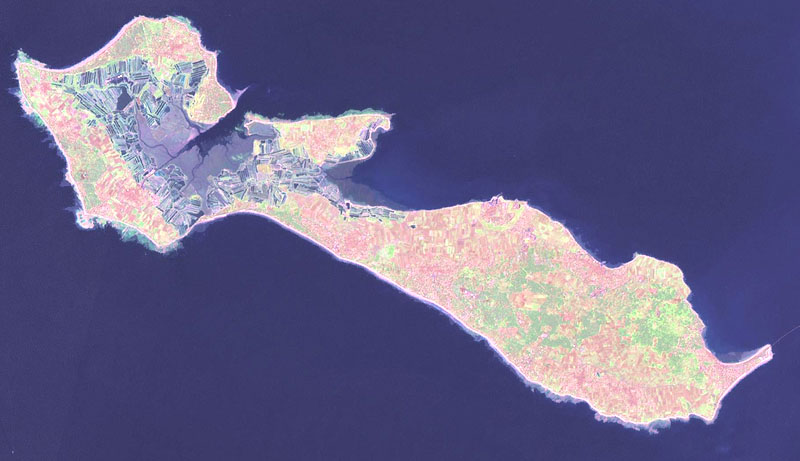
Photo satellite de l'île de Ré (NASA).

## Jumelages
- Philippsburg (Allemagne)[réf. nécessaire]